# Biografielijst Ha

## Haa

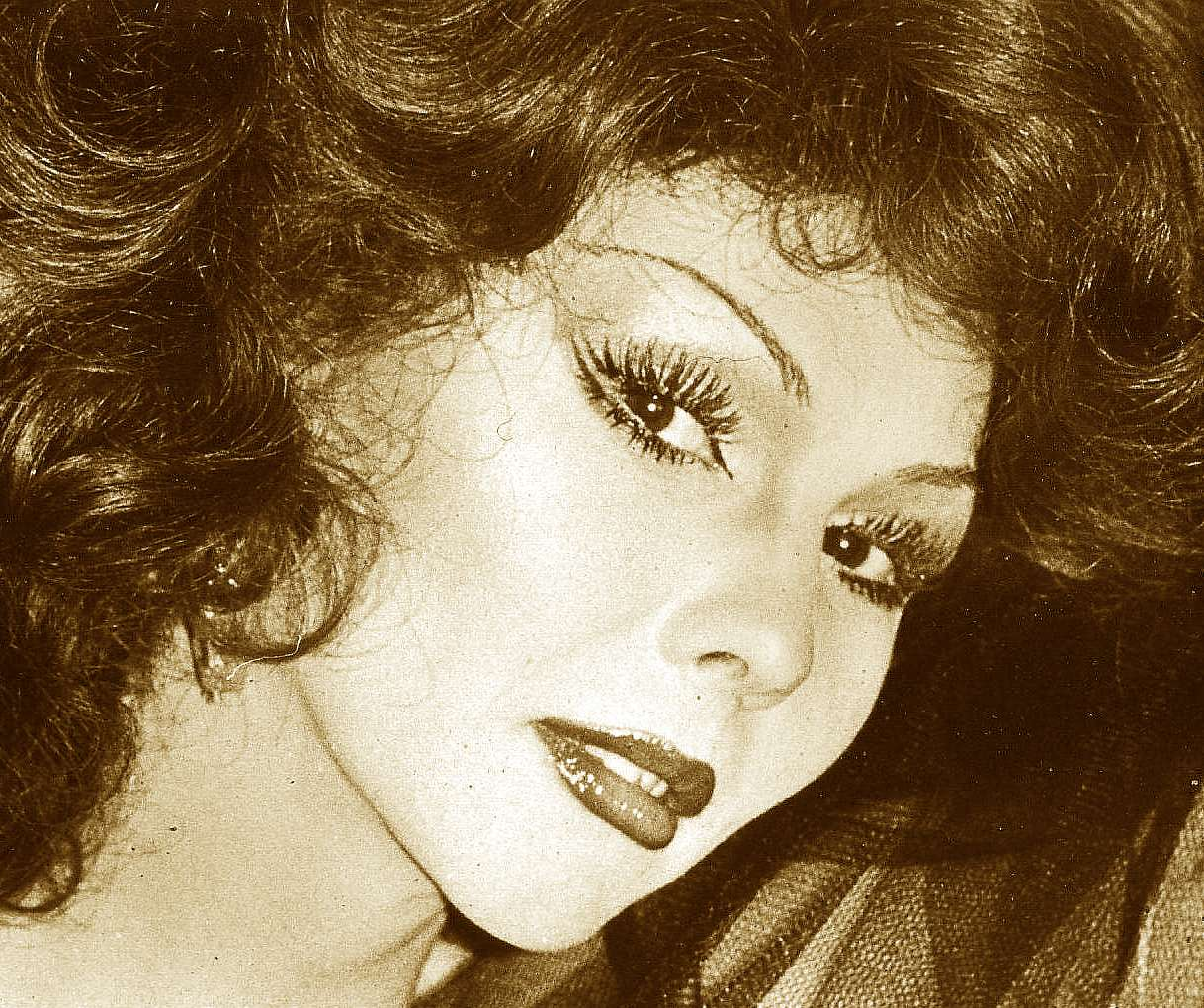
Romy Haag

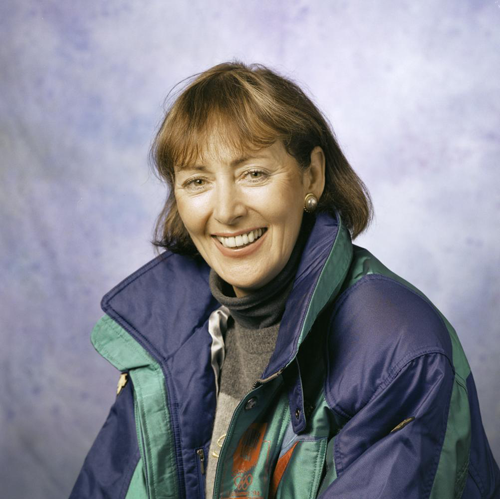
Joan Haanappel in 1994

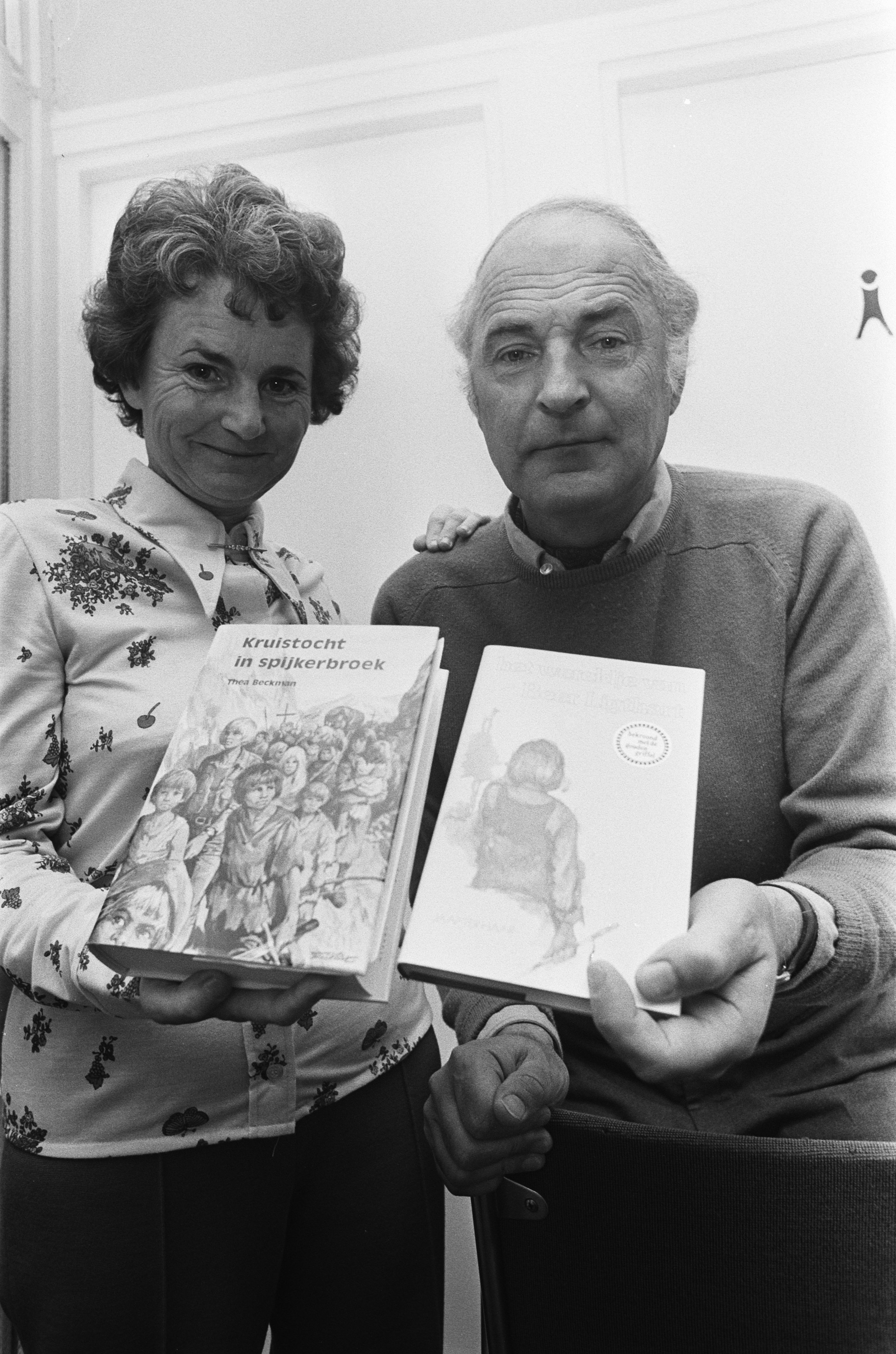
Jaap ter Haar (r) in 1974

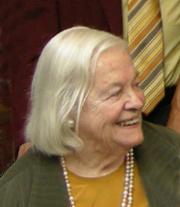
Hella Haasse, 19 juli 2007

- Anna Haag (1986), Zweeds langlaufster
- Lina Haag (1907-2012), Duits verzetsstrijdster
- Romy Haag (1951), Nederlands actrice, danseres, nachtclubeigenares en zangeres
- Stan Haag (1920-2001), Nederlands radiopresentator en tekstschrijver
- Arie Jan Haagen-Smit (1900-1977), Nederlands-Amerikaans scheikundige
- Armand Haagman (1884-1942), Nederlands componist, acteur en regisseur
- Guus Haak (1937), Nederlands voetballer
- Hugo Haak (1991), Nederlands baanwielrenner
- Jur Haak (1891-1945), Nederlands voetballer en atleet
- Nico Haak (1939-1990), Nederlands zanger
- André Haakmat (1939-2024), Surinaams politicus en advocaat
- Ada den Haan (1941-2023), Nederlands zwemster
- Arie Haan (1948), Nederlands voetballer
- Foppe de Haan (1943), Nederlands voetbalcoach
- Hans de Haan (1925-2006), Nederlands politicus
- Jacob Israël de Haan (1881-1924), Joods-Nederlands dichter, schrijver, publicist, rechtsgeleerde en (anti)zionist
- Josse de Haan (1941-2020), Nederlands schrijver
- Léon Haan (1968), Nederlands atleet en sportjournalist
- Nico de Haan (1947), Nederlands vogelkenner en vogelbeschermer
- Renée de Haan (1954-2016), Nederlands zangeres
- Siep de Haan (1958), Nederlands leraar en organisator
- Elly den Haan-Groen (1918-1998), Nederlands politica
- Joan Haanappel (1940-2024), Nederlands kunstrijdster en sportjournalist
- Bert Haandrikman (1971), Nederlands radio-dj
- Elisabeth Haanen (1809-1845), Nederlands kunstschilder
- Bert Haanstra (1917-1997), Nederlands filmregisseur
- Jan Haanstra (1937-2006), Nederlands politicus en misdaadslachtoffer
- Alfréd Haar (1885-1933), Hongaars wiskundige
- Bernard ter Haar (?), Nederlands directeur Financiële Markten
- Dirk ter Haar (1919-2002), Engels-Nederlands natuurkundige
- Jaap ter Haar (1922-1998), Nederlands (kinderboeken-)schrijver en historicus
- Karin van der Haar (1977), Nederlands paralympisch sportster
- Martin Haar (1952), Nederlands voetballer en voetbaltrainer
- Geir Haarde (1951), IJslands politicus (o.a. premier)
- Werner Haardt (1913-2013), Nederlands jurist
- Frans van Haaren (1886-1945), Nederlands jurist en burgemeester
- Paul Haarhuis (1966), Nederlands tennisser
- Gerrit van Haarlem (eind 15e eeuw), Nederlands kunstenaar, ook bekend onder de naam "Geertgen tot Sint Jans"
- Fritz Haarmann (1879-1924), Duits seriemoordenaar
- Bobby Haarms (1934-2009), Nederlands voetballer en voetbalcoach
- Bert Haars (1913-1997), Nederlands politica
- Tim Haars (1981), Nederlands presentator en acteur
- Jay Haas (1953), Amerikaans golfer
- Tejo Haas (1962), Nederlands striptekenaar
- Tommy Haas (1978), Duits tennisser
- Townley Haas (1996), Amerikaans zwemmer
- Waltraut Haas (1927-2025), Oostenrijks actrice en zangeres
- Agnes de Haas (1937-2008), Nederlands schrijfster
- Alex de Haas (1896-1973), Nederlands cabaretier
- Fons de Haas (1926-2007), Nederlands(-Vlaams) muziekjournalist
- Kees de Haas (1930-2021) Nederlands econoom, maritiem historicus en schrijver
- Leo de Haas (1959), Nederlands presentator en tv-producent
- Lya de Haas (1958-2024), Nederlands zangeres en presentatrice
- Polo de Haas (1933-2022), Nederlands pianist
- Olga de Haas (1944-1978), Nederlands balletdanseres
- Lous Haasdijk (1938-2010), Nederlands omroepster, televisiepresentatrice en nieuwslezeres
- Christopher Haase (1987), Duits autocoureur
- Rebekka Haase (1993), Duits atlete
- Raphael Haaser (1997), Oostenrijks alpineskiër
- Ricarda Haaser (1993), Oostenrijks alpineskiester
- Hans Haasmann (1916-2008), Nederlands schoonspringer
- Hella Haasse (1918-2011), Nederlands schrijfster
- Jan van Haasteren (1936), Nederlands striptekenaar
- Paavo Haavikko (1931-2008), Fins dichter, toneelschrijver en uitgever
- Eef Haaze (1982), Nederlands kanovaarster
- Guy Haaze (1953), Belgisch syndicalist en politicus

## Hab

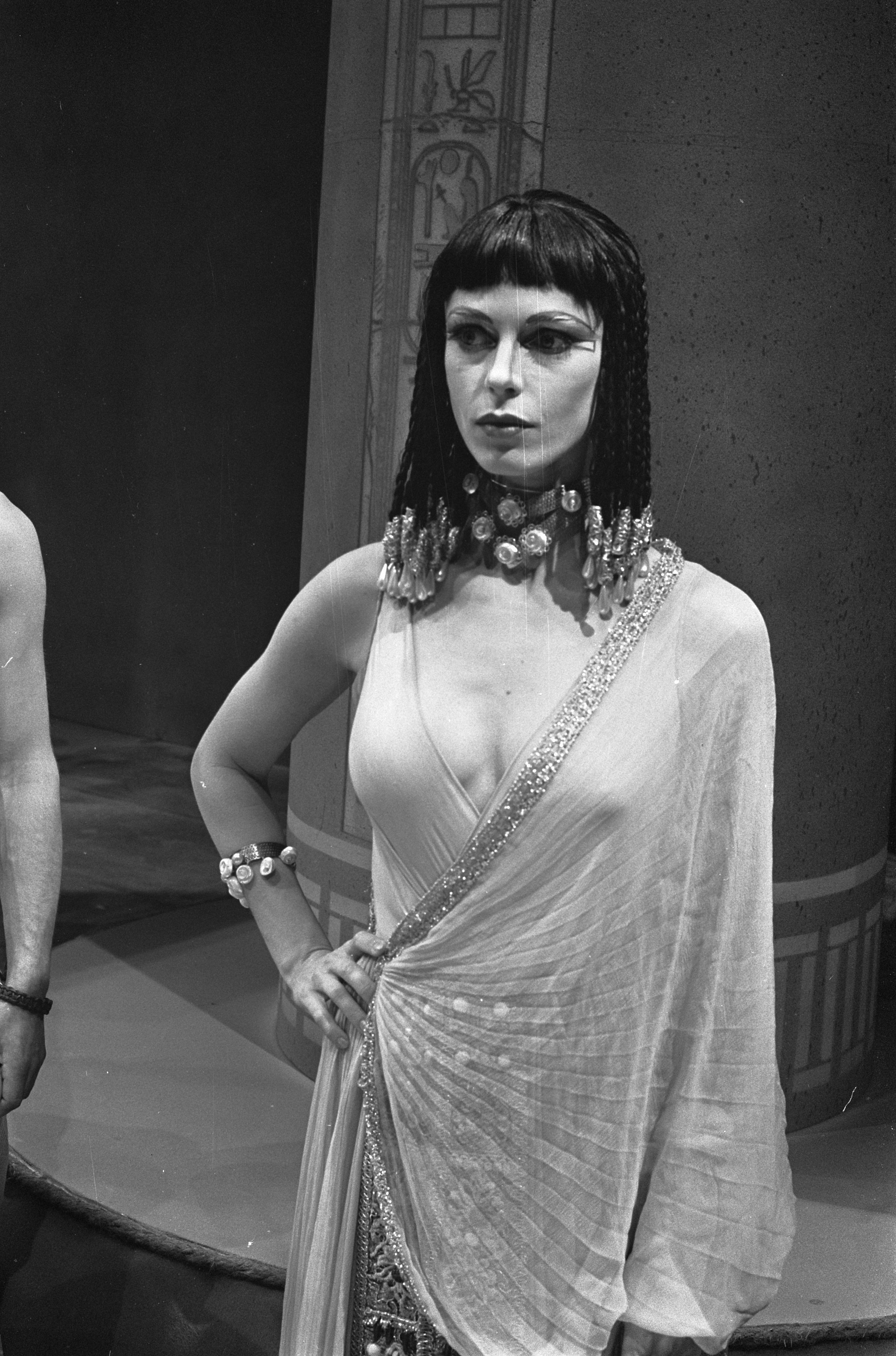
Cox Habbema in 1973

- Habakuk (7e eeuw v.Chr.), Joods profeet
- George Habash (1925-2008), Palestijns kinderarts en activist-terrorist
- Cox Habbema (1944-2016), Nederlands actrice en theaterregisseuse
- Eddy Habbema (1947), Nederlands acteur, televisie- en theaterregisseur
- Saniya Habboub (1901-1983), Libanees arts
- Fritz Haber (1868-1934), Duits scheikundige en Nobelprijswinnaar
- Heinz Haber (1913-1990), Duits natuurkundige, ruimtevaartmedicus, schrijver en televisiepresentator
- Nico Habermann (1932-1993), Nederlands wiskundige en informaticus
- Jürgen Habermas (1929), Duits socioloog en filosoof
- Yvonne Habets (1948-2007), Nederlands journaliste en televisiepresentatrice
- Beate Habetz (1961), Duits wielrenster
- Philip Habib (1920-1992), Amerikaans diplomaat
- Rudy Habibie (1936), Indonesisch president (1998-1999)
- Pamela Habibović (1977), Nederlands-Bosnisch scheikundige, biochemicus en rector-magnificus
- Florencia Habif (1993), Argentijns hockeyster
- Marja Habraken (1939-1989), Nederlands actrice
- Nikolaas John Habraken (1928-2023), Nederlands architect en theoreticus
- Hissène Habré (1942-2021), dictator van Tsjaad (1982-1990)
- Ferdinand Habsburg (1997), Oostenrijks-Hongaars autocoureur
- Otto van Habsburg-Lotharingen (1912-2011), Oostenrijks-Duits politicus en laatste kroonprins van Oostenrijk-Hongarije
- Atsede Habtamu (1987), Ethiopisch atlete
- Juvénal Habyarimana (1936-1994), Rwandees militair en president

## Hac

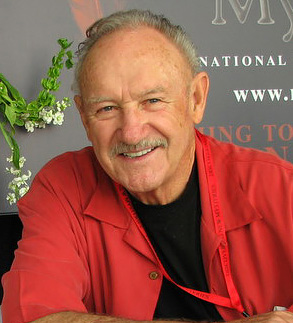
Gene Hackman (2008)

- Jos Hachmang (1957), Nederlands beeldend kunstenaar
- Murat Hacıoğlu (1979), Turks voetballer
- Grant Hackett (1980), Australisch zwemmer
- Jamie Hacking (1971), Amerikaans motorcoureur
- Ian Hacking (1936-2023), Canadees filosoof
- Gene Hackman (1930-2025), Amerikaans acteur

## Had

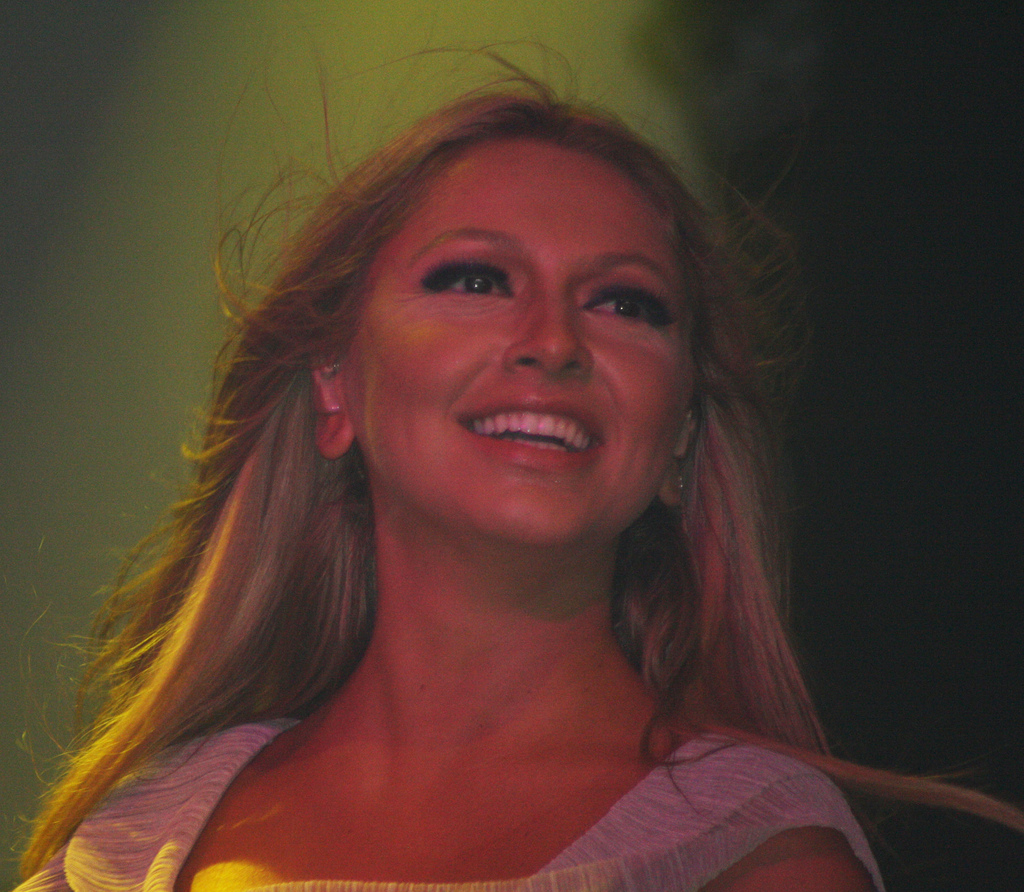
Hadise (2011)

- Amir Hadad (1978), Israëlisch tennisser
- Sarit Hadad (1978), Israëlisch zangeres
- Ehsan Hadadi (1985), Iraans atleet
- Štefan Hadalin (1995), Sloveens alpineskiër
- Aaron Haddad (1982), Amerikaans professioneel worstelaar, bekend onder het pseudoniem van Aaron Stevens
- Haddaway (1965), Trinidadiaans popzanger
- Ellie Haddington (1955), Schots actrice
- Saïd Haddou (1982), Frans wielrenner
- Hadelinus van Celles (617-690), heilige abt
- Charlie Haden (1937-2014), Amerikaans jazzmuzikant
- Sudirman Hadi (1996), Indonesisch atleet
- Hadise (1985), Turks-Belgisch zangeres, songwriter en televisiepresentatrice
- Isack Hadjar (2004), Frans-Algerijns autocoureur
- Jayden Hadler (1993), Australisch zwemmer
- Hadrianus (76-138), Romeins keizer
- Abdelkrim El Hadrioui (1972), Marokkaans voetballer
- Fadil Hadžić (1922-2011), Kroatisch regisseur, scenarioschrijver, toneelschrijver, journalist en schilder

## Hae

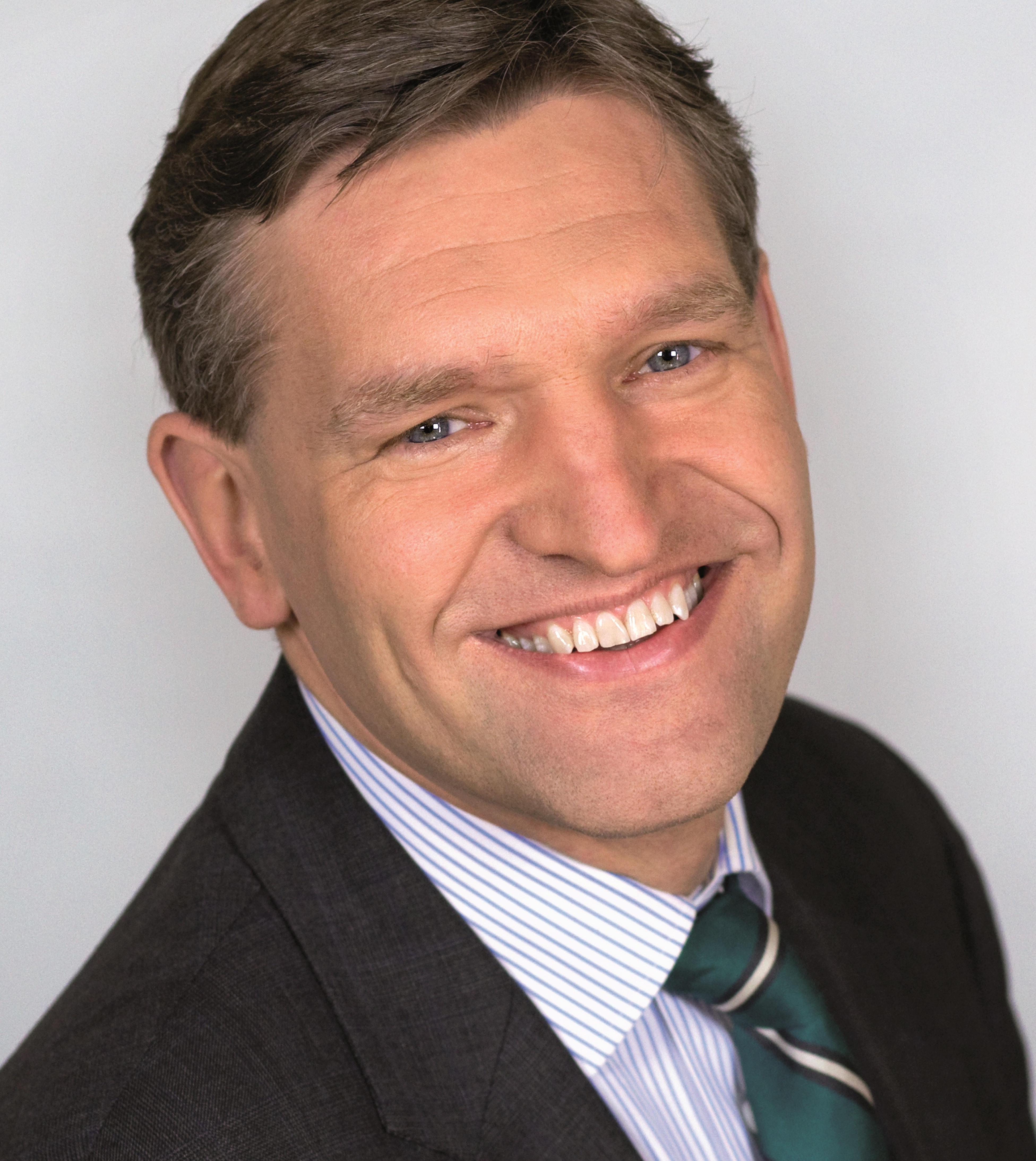
Sybrand van Haersma Buma (2012)

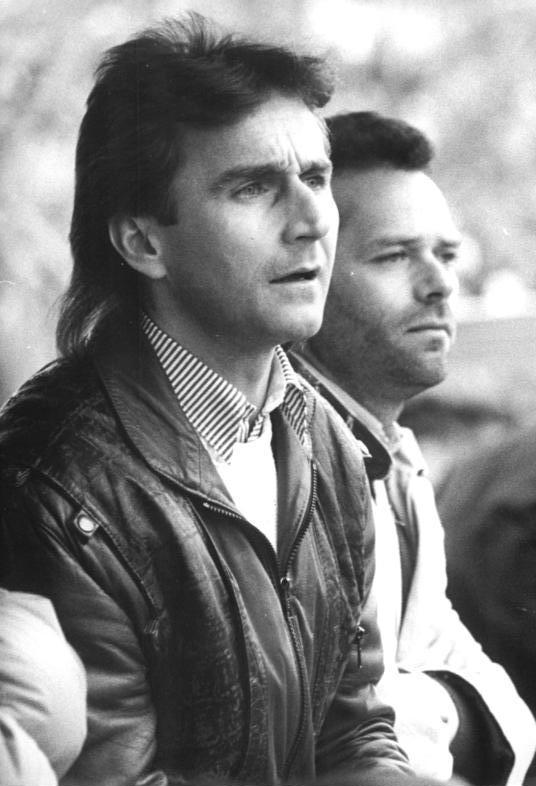
Reinhard Häfner (l) in 1990

- Ingrid Haebler (1929-2023), Oostenrijks pianiste
- Ernst Haeckel (1834-1919), Duits bioloog
- Ernst Haefliger (1919-2007), Zwitsers zanger
- Vera van Haeften (1897-1980), Nederlands actrice
- Moshe Ha-Elion (1925-2022), Grieks schrijver en Holocaustoverlevende
- Anton de Haen (1704-1776), Nederlands arts
- Ida Haendel (1928-2020), Pools-Brits violiste
- Giel Haenen (1934-2024), Nederlands voetballer
- Paul Haenen (1946), Nederlands cabaretier, (stem)acteur, toneelschrijver, programmamaker, presentator en journalist
- Annemarie van Haeringen (1959), Nederlands illustratrice
- Bernhard van Haersma Buma (1932-2020), Nederlands burgemeester
- Michiel van Haersma Buma (1951), Nederlands burgemeester
- Sybrand van Haersma Buma (1965), Nederlands burgemeester
- Sybrand Marinus van Haersma Buma (1903-1942), Nederlands burgemeester
- Wiardus Willem van Haersma Buma (1868-1927), Nederlands burgemeester en kantonrechter
- Peter Haesaerts (1976), Belgisch atleet
- Ann Haesebrouck (1963), Vlaams roeister
- Henri Haest (1926-1997), Belgisch atleet
- J.C.E 'Joop' Haex (1911-2002), Nederlands politicus
- Mattis Hætta (1959-2022), Noors zanger

## Haf
- Ernst Haffner, Duits schrijver en journalist
- Sebastian Haffner (1907-1999), Duits journalist en historicus
- Corrie Hafkamp (1929), Nederlands kinderboekenschrijfster
- Reinhard Häfner (1952), Oost-Duits voetballer en voetbalcoach
- Ronny Hafsås (1985), Noors biatleet en langlaufer

## Hag

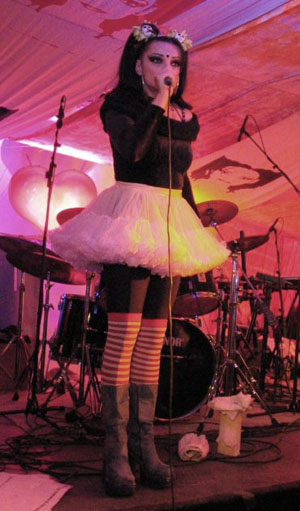
Nina Hagen

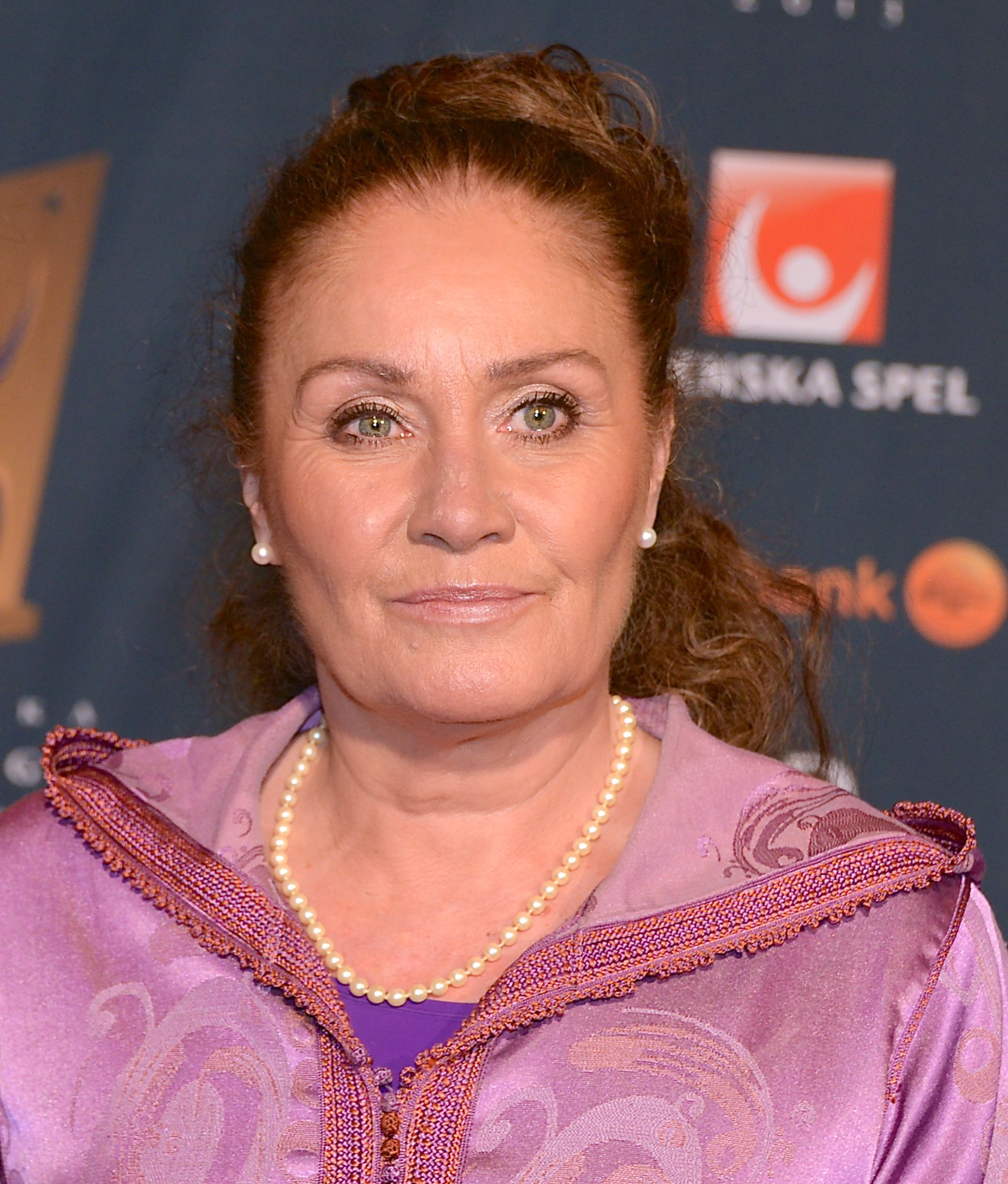
Linda Haglund (2013)

- Noriyuki Haga (1975), Japans motorcoureur
- Ragnhild Haga (1991), Noors langlaufster
- Baruch Hagai (1944), Israëlisch paralympisch sporter
- Marianne Hagan (1966), Amerikaans actrice
- Molly Hagan (1961), Amerikaans actrice
- Sammy Hagar (1947), Amerikaans rockzanger
- Henk Hage (1943), Nederlands schaker
- Henk Hage (1950-2022), Nederlands beeldend kunstenaar
- Edward Hagedorn (1946-2023), Filipijns politicus
- Håkan Hagegård (1945), Zweeds bariton
- Chuck Hagel (1946), Amerikaans journalist en politicus
- Alex Hagelsteens (1956), Belgisch atleet
- Esther Hageman (1957-2009), Nederlands journaliste en publiciste
- Richard Hageman (1881-1966), Nederlands-Amerikaans componist en muzikant
- Maurice Hagemans (1852-1917), Belgisch kunstschilder en aquarellist
- Anouk Hagen (1990), Nederlands atlete
- Hans Hagen (1955), Nederlands kinderboekenschrijver en dichter
- Ida Marie Hagen (2000), Noors noordse combinatieskiester
- Monique Hagen (1956), Nederlands televisiepresentatrice, kinderboekenschrijfster en dichteres
- Nina Hagen (1955), Duits zangeres, muzikante en actrice
- Sofie Hagen (1988), Deens komiek
- Bianca Hagenbeek (1967), Nederlands televisiepersoonlijkheid en oprichtster van LetsBeOpen
- Hans Hagenbeek (1942-2021), Nederlands architect
- Linda Hagendoorn (1964-2023), Nederlands judoka en fysiotherapeute
- Mies Hagens (1916-2019), Nederlands actrice
- Kristen Hager (1983), Canadees actrice
- Oscar Hagerman (1936), Mexicaans architect
- Torsten Hägerstrand (1916-2004), Zweeds geograaf
- Julie Hagerty (1955), Amerikaans actrice
- Michael Hagerty (1972), Amerikaans acteur en filmproducent
- Mike Hagerty (1954-2022), Amerikaans acteur
- Francis Hagerup (1853-1921), Noors politicus
- Gunder Hägg (1918-2004), Zweeds atleet
- Merle Haggard (1937-2016), Amerikaans countryzanger
- Ted Haggard (1956), Amerikaans voorganger
- Carola Häggkvist (1966), Zweeds zangeres
- Karim Haggui (1984), Tunesisch voetballer
- Johan Häggström (1992), Zweeds langlaufer
- Kosuke Hagino (1994), Japans zwemmer
- Daniel Haglöf (1978), Zweeds autocoureur
- Linda Haglund (1956-2015), Zweeds atlete
- Larry Hagman (1931-2012), Amerikaans acteur
- Henk Hagoort (1965), Nederlands historicus en omroepbestuurder
- William Hague (1961), Brits politicus

## Hah

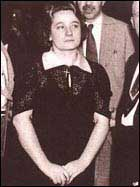
Anna Marie Hahn (±1938)

- Joana Hählen (1992), Zwitsers alpineskiester
- Samuel Hahnemann (1755-1843), Duits grondlegger van de homeopathie
- Albert Hahn (1877-1918), Nederlands politiek tekenaar en boekbandontwerper
- Albert Hahn jr. (1894-1935), Nederlands politiek tekenaar, illustrator en boekbandontwerper
- Albertus Hahn (1885-1945), Nederlands pianofabrikant en pianohandelaar
- Anna Marie Hahn (1906-1938), Duits-Amerikaans seriemoordenaar
- Anton Hahn (1984), Duits langebaanschaatser
- Archie Hahn (1880-1955), Amerikaans atleet
- David Hahn (1976), Amerikaans kernreactorbouwer
- Hans Hahn (1879-1934), Oostenrijks wiskundige
- Hilary Hahn (1979), Amerikaans violiste
- Joseph Hahn (1977), Amerikaans dj
- Kathryn Hahn (1974), Amerikaans film- en televisieactrice
- Otto Hahn (1879-1968), Duits natuur- en scheikundige
- Peter Hahn (1909-1991), Duits-Amerikaans autocoureur
- Reynaldo Hahn (1874-1947), Frans componist, dirigent en muziekcriticus
- Susanne Hahn (1978), Duits atlete
- Hubert Hahne (1935), Duits autocoureur

## Hai

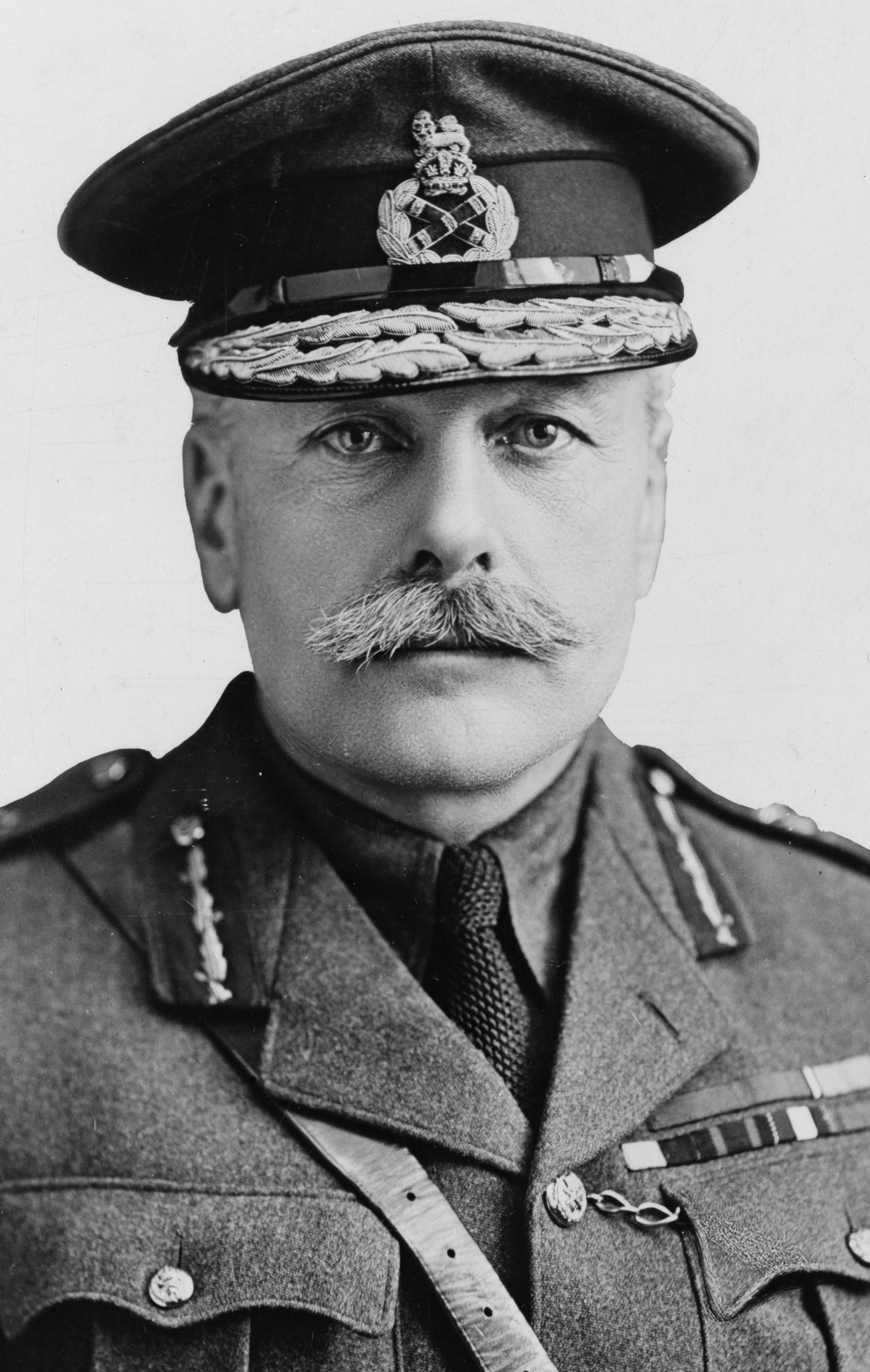
Douglas Haig

- Jörg Haider (1950-2008), Oostenrijks politicus
- Stacy Haiduk (1968), Amerikaans actrice
- Alexander Haig (1924-2010), Amerikaans militair en politicus
- Douglas Haig (1826-1928), Brits militair
- Alfred Haighton (1896-1943), Nederlands miljonair
- Meseret Hailu (1990), Ethiopisch atlete
- Corey Haim (1971-2010), Canadees acteur
- Emmanuelle Haïm (1967), Franse pianiste en dirigente
- Djamel Haimoudi (1970), Algerijns voetbalscheidsrechter
- William Haines (1900-1973), Amerikaans acteur
- Michael Hainisch (1858-1940), Oostenrijks bondspresident
- Jing Haipeng (1966), Chinees ruimtevaarder
- Nie Haisheng (1964), Chinees ruimtevaarder
- Bernard Haitink (1929-2021), Nederlands dirigent
- Heikki Häiväoja (1929), Fins kunstenaar

## Haj

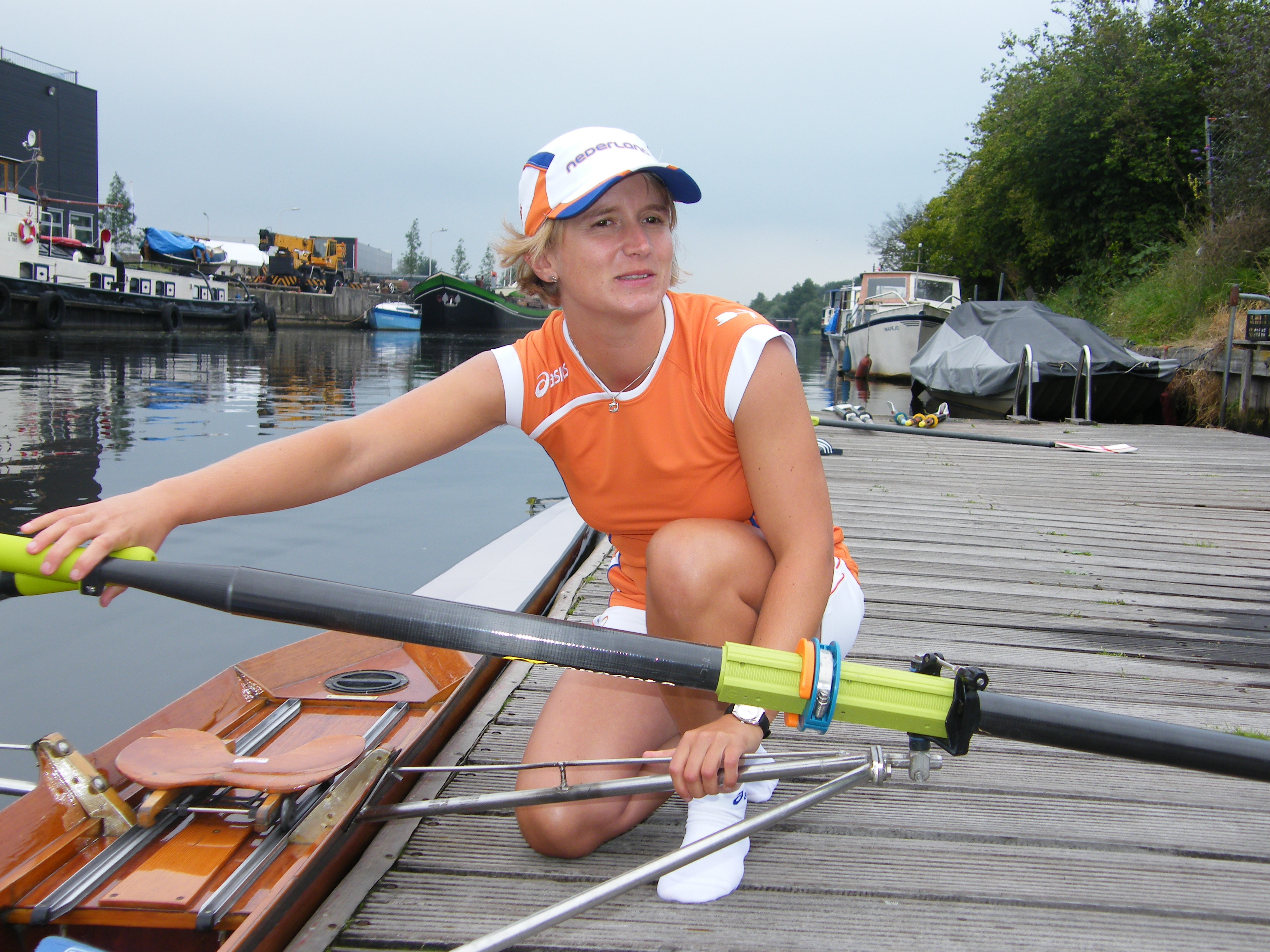
Joleen Hakker (2010

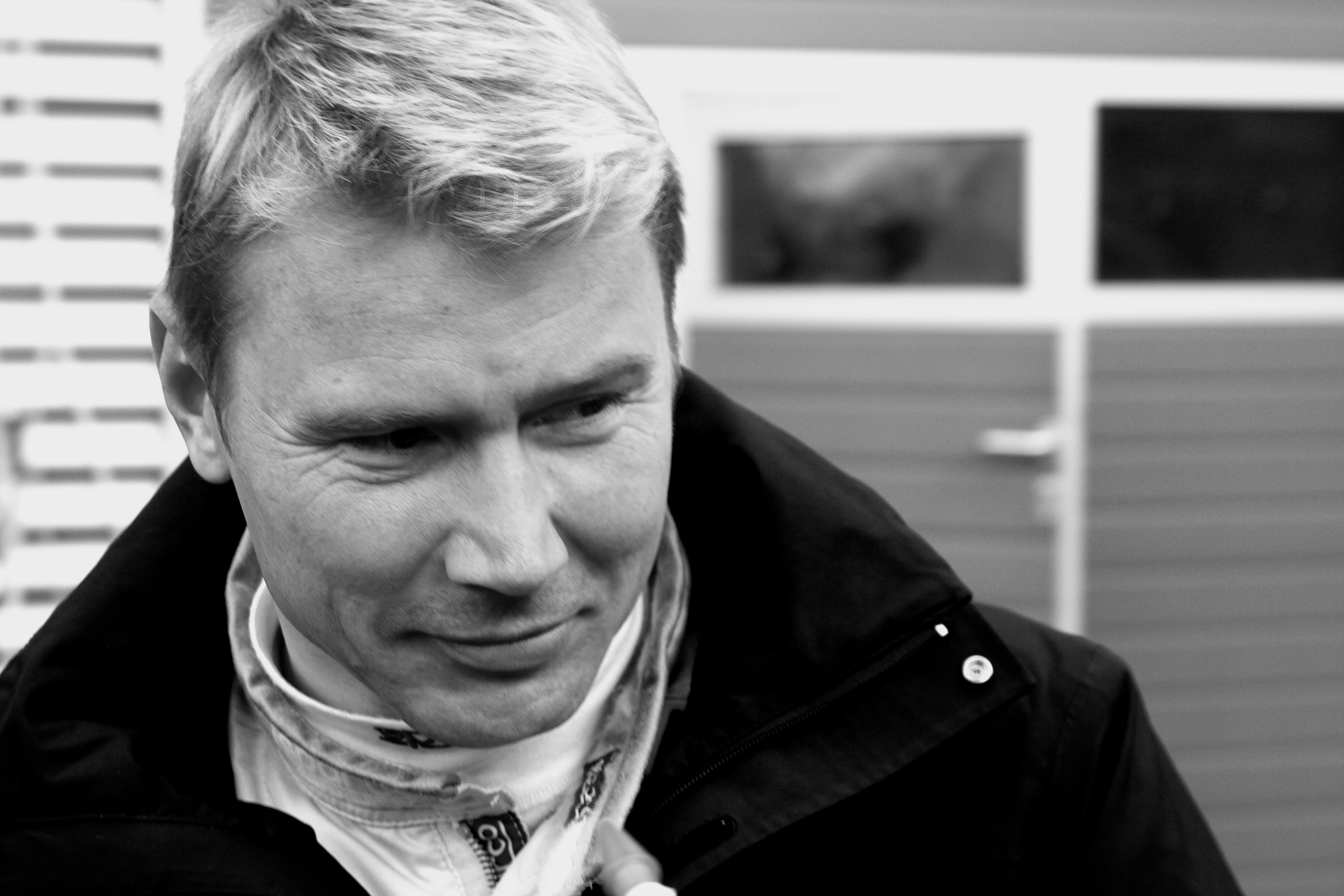
Mika Häkkinen (2006)

- Khrystyne Haje (1968), Amerikaans actrice
- Andreas Hajek (1968), Duits roeier
- Jan Hájek (1983), Tsjechisch tennisser
- Jiří Hájek (1913-1993), Tsjecho-Slowaaks politicus, diplomaat en hoogleraar
- François al-Hajj (1953-2007), Libanees generaal
- Alfréd Hajós (1875-1955), Hongaars zwemmer en architect
- Ehsan Hajsafi (1990), Iraans voetballer

## Hak
- Yvonne Hak (1986), Nederlands atlete
- Jan Haken (1912-1956), Nederlands politicus
- Wolfgang Haken (1928-2022), Duits-Amerikaanse wiskundige
- Imani Hakim (1993), Amerikaans actrice
- Joleen Hakker (1981), Nederlands paralympisch sportster
- Gijs Hakkert (1996), Nederlands radioproducer
- Mika Häkkinen (1968), Fins autocoureur
- Juha Hakola (1987), Fins voetballer
- Ristomatti Hakola (1991), Fins langlaufer
- Frans Haks (1938-2006), Nederlands museumdirecteur
- Jerre Hakse (1937-2024), Nederlands beeldend kunstenaar

## Hal

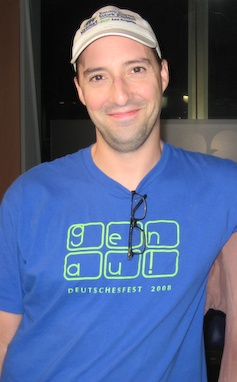
Tony Hale, 2008

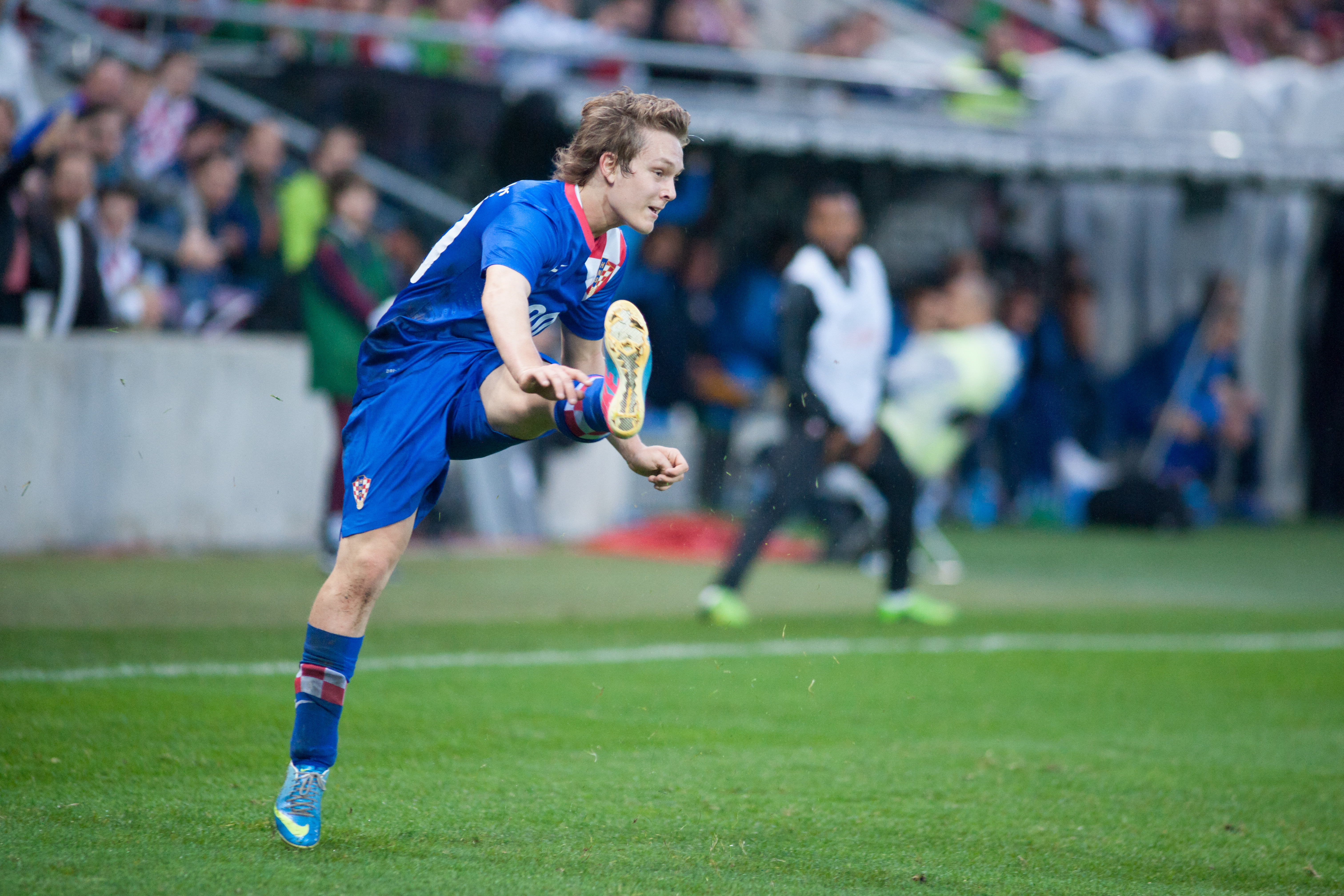
Alen Halilović

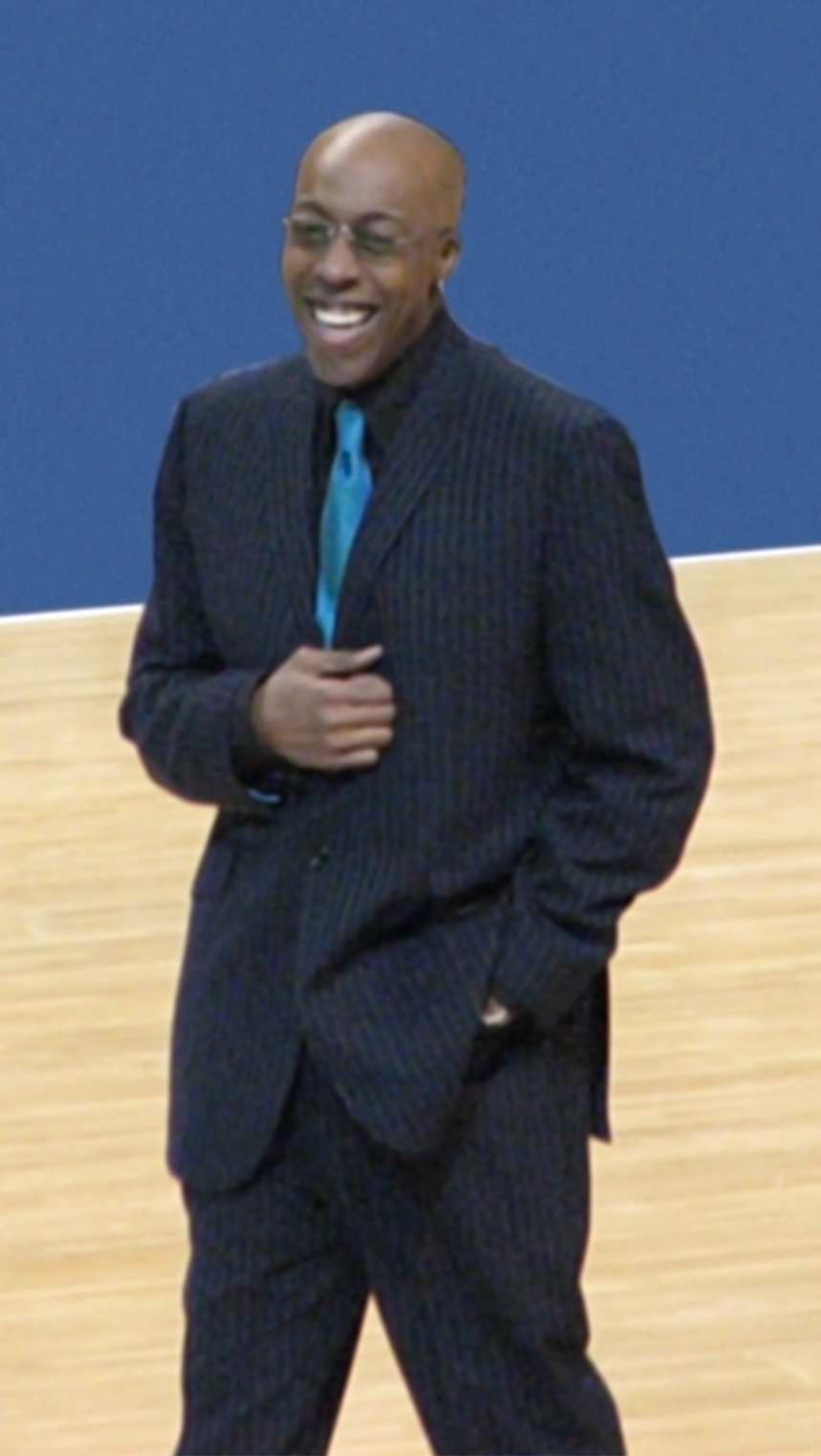
Arsenio Hall (2008)

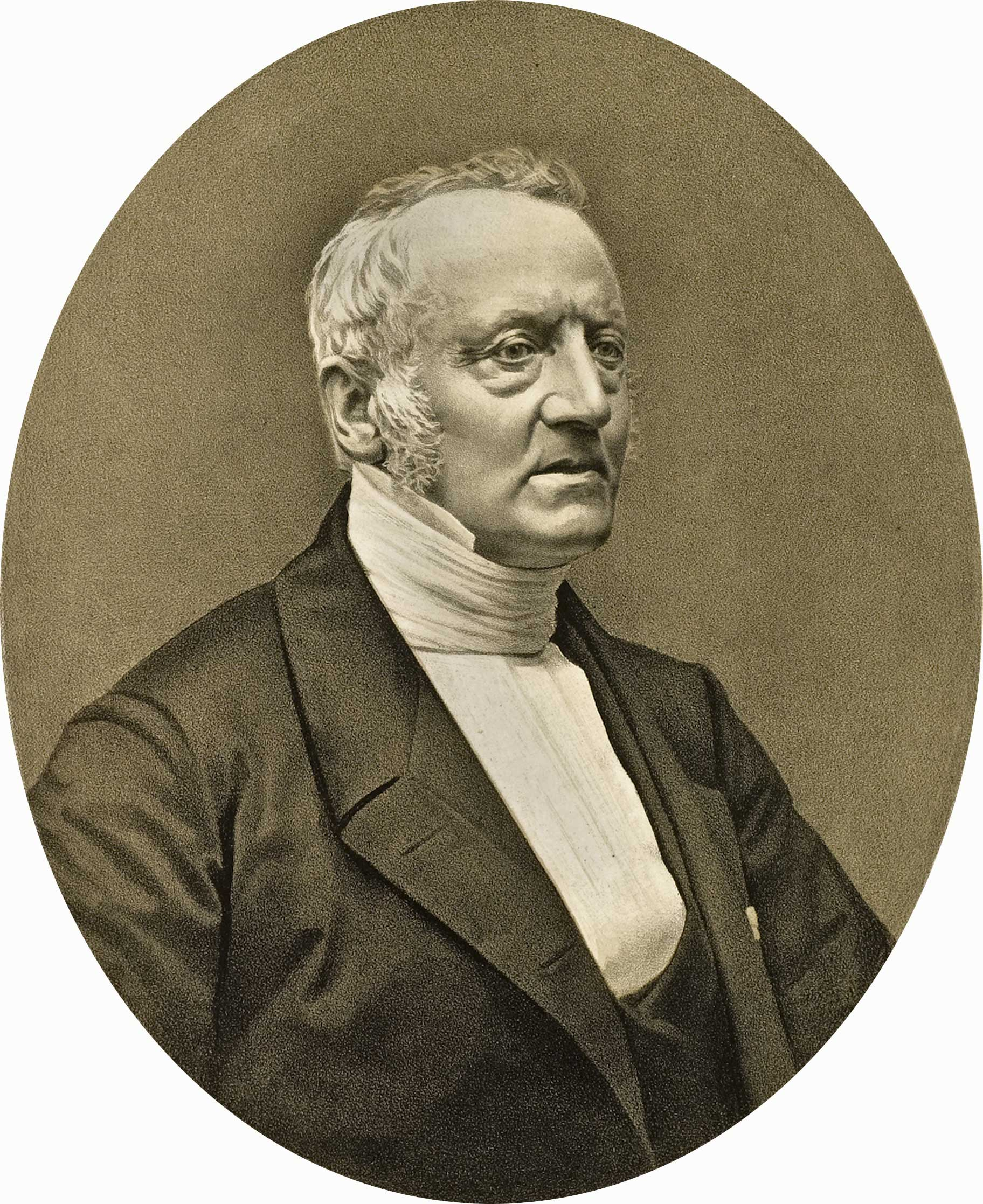
Herman C. van Hall (±1870)

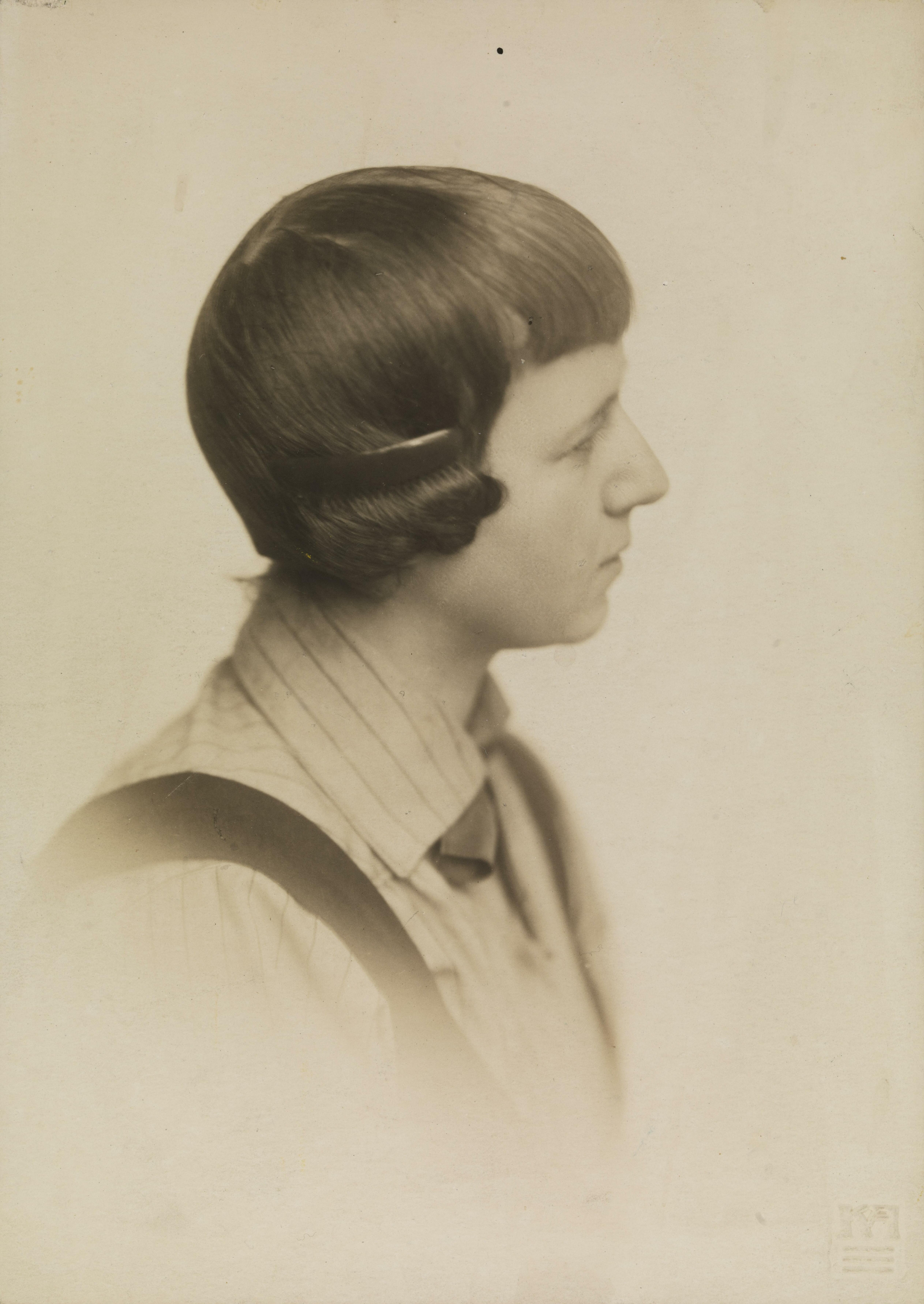
Pauline Hall (1917)

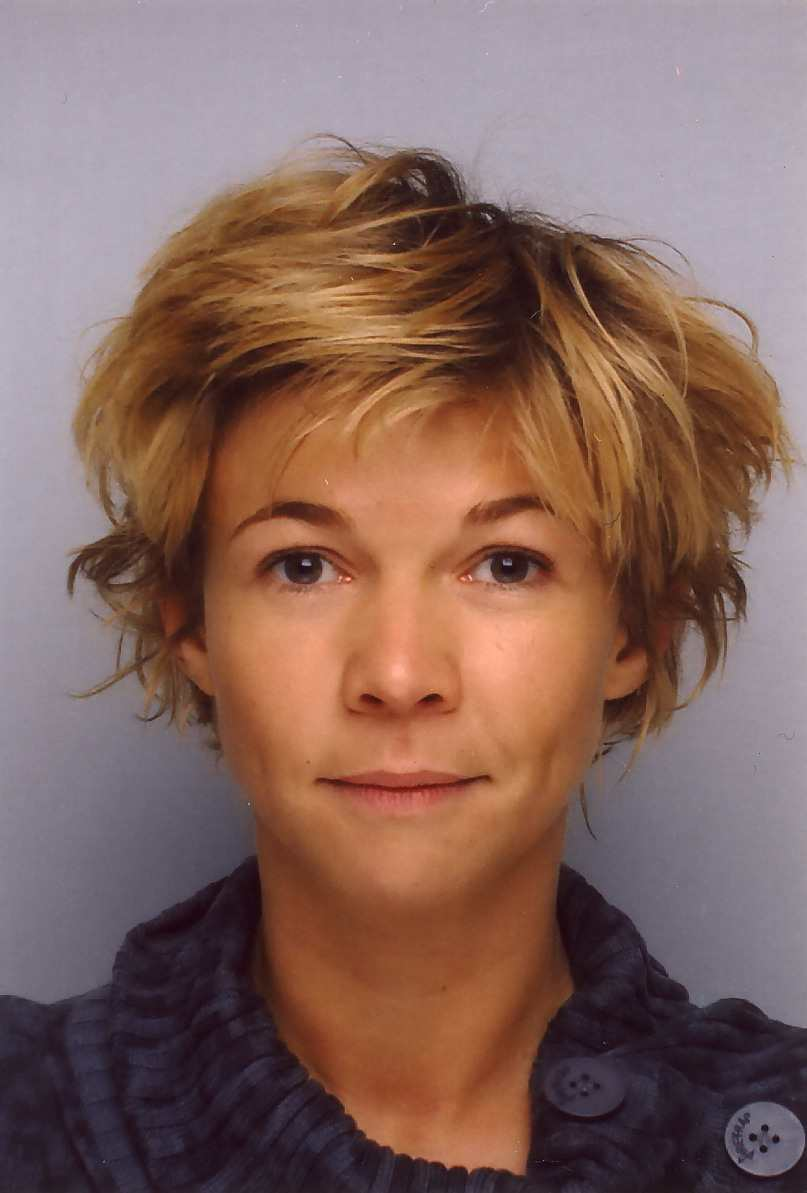
Isolda Hallesleben

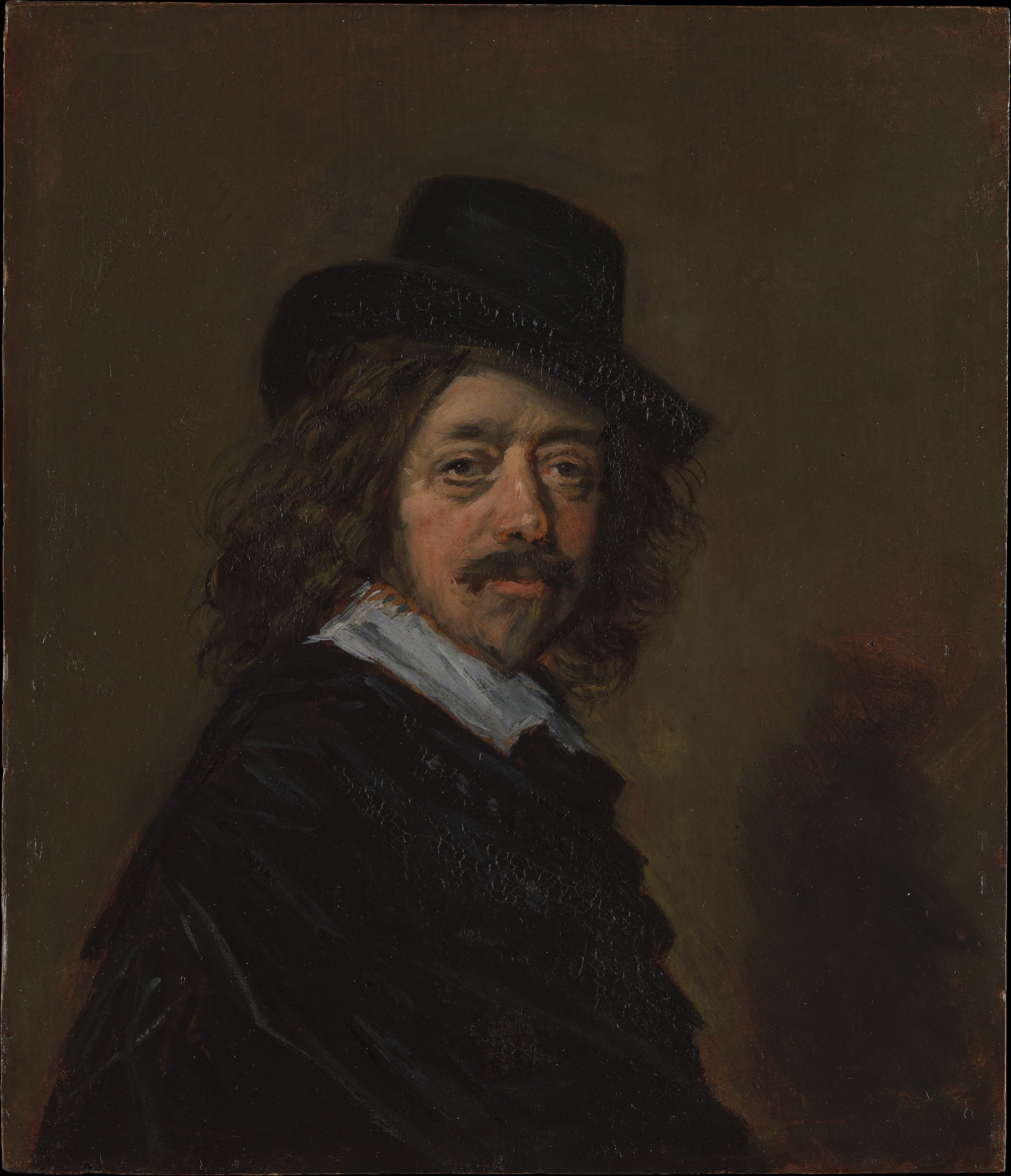
Frans Hals (1650+?)

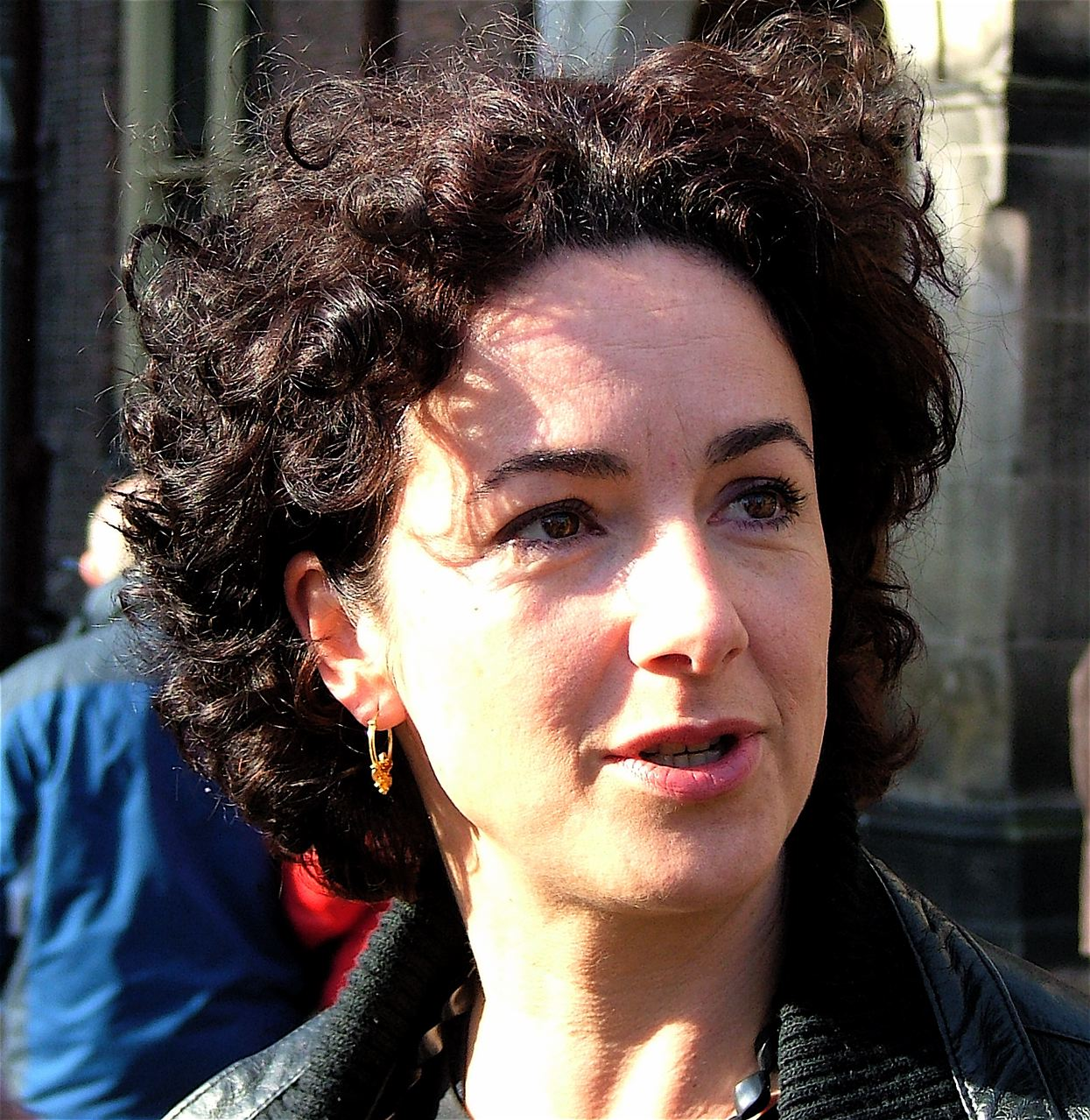
Femke Halsema

- Jan van Hal (1944), Nederlands politicus
- Najeeb Halaby (1916-2003), Amerikaans industrieel en politicus
- Sir Murray Halberg (1933-2022), Nieuw-Zeelands atleet
- Joost Hiddes Halbertsma (1789-1869), Nederlands schrijver en dominee
- Victor Halberstadt (1939-2024), Nederlands econoom
- Harry Halbreich (1931-2016), Belgisch musicoloog
- John Burdon Sanderson Haldane (1892-1964), Brits-Indiaas geneticus en evolutiebioloog
- Alan Hale jr. (1921-1990), Amerikaans acteur
- Ellen Day Hale (1855-1940), Amerikaans kunstschilder
- Fred Hale (1890-2004), Amerikaans oudste man ter wereld
- Tony Hale (1970), Amerikaans acteur
- Uri Halevi (ca.1544-ca.1626), Duits-Nederlands rabbijn
- Bill Haley (1925-1981), Amerikaans rockmusicus
- Rob Halford (1951), Brits metalzanger
- Jill Halfpenny (1975), Brits actrice
- Calle Halfvarsson (1989), Zweeds langlaufer
- Vahid Halilhodžić (1952), Bosnisch voetballer en voetbalcoach
- Alen Halilović (1996), Kroatisch voetballer
- Abdel Halim Hafez (1929-1977), Egyptisch zanger en acteur
- Adelaide Hall (1901-1993), Amerikaans jazz-zangeres
- Albert Hall (1937), Amerikaans acteur
- Alexander Hall (1998), Amerikaans freestyleskiër
- Anna Hall (2001), Amerikaans atlete
- Anne Maurits Cornelis van Hall (1808-1838), Nederlands jurist
- Anthony Michael Hall (1968), Amerikaans acteur
- Arsenio Hall (1955), Amerikaans komiek
- Arthur David Hall (1925-2006), Amerikaans elektrotechnicus
- Asaph Hall (1829-1907), Amerikaans astronoom
- Brian Hall (1937-1997), Brits televisieacteur
- Buddy Hall (1945-2025), Amerikaans poolbiljarter
- Bug Hall (1985), Amerikaans acteur
- Charles Francis Hall (1821-1871), Amerikaans poolonderzoeker
- Deidre Hall (1947), Amerikaans actrice
- Dorrie Timmermans-Van Hall (1955), Nederlands rolstoeltennisster
- Edward Hall (±1495-1547), Engels jurist en geschiedschrijver
- Edwin Hall (1855-1938), Amerikaans natuurkundige
- Elisa Hall (1853-1924), Amerikaans kunstmecenas
- Fitz Hall (1980), Engels voetballer
- Floris Adriaan van Hall (1736-1808), Nederlands schout
- Floris Adriaan van Hall (1791-1866), Nederlands staatsman
- Gary Hall (1951), Amerikaans zwemmer
- Gary Hall (1974), Amerikaans zwemmer
- Gijs van Hall, (1904-1977), Nederlands verzetsstrijder, burgemeester van Amsterdam en senator
- Hanna Hall (1984), Amerikaans actrice
- Henri ter Hall (1866-1944), Nederlands revueartiest, theaterproducent en politicus
- Herman van Hall (1830-1890), Nederlands botanicus
- Herman Christiaan van Hall (1801-1874), Nederlands hoogleraar plant- en landhuishoudkunde
- Irma P. Hall (1935), Amerikaans actrice
- Jacob van Hall (1799-1859), Nederlands rechtsgeleerde
- Jacob Nicolaas van Hall (1840-1918), Nederlands letterkundige en politicus
- James Hall (1761-1832), Schots geoloog
- James Wilson Hall (1947), Amerikaans auteur
- Jane Hall (1971), Australisch actrice
- Jerry Hall (1956), Amerikaans model en actrice
- Jillian Hall (1980), Amerikaans worstelaarster
- Jim Hall (1935), Amerikaans coureur
- John Hall (1934), Amerikaans natuurkundige
- John Storrs Hall, Amerikaans wetenschappelijk auteur
- Jurriaan van Hall (1962), Nederlands kunstschilder
- Keith Hall (1929-2017), Brits autocoureur
- Lynden David Hall (1974-2006), Brits zanger, tekstschrijver, arrangeur en producent
- Maja van Hall (1937), Nederlands beeldhouwster en schilderes
- Manly Palmer Hall (1901-1990), Canadees schrijver en mysticus
- Matt Hall (1971), Australisch piloot
- Maurits Cornelis van Hall (1768-1858), Nederlands jurist, auteur en politicus
- Maurits Cornelis van Hall (1836-1900), Nederlands advocaat, bankier en politicus
- Megan Hall (1974), Australisch triatlete
- Monty Hall (1921-2017), Canadees televisiepresentator
- Nigel Hall (1943), Brits beeldhouwer en tekenaar
- Norm Hall (1926-1992), Amerikaans autocoureur
- Pauline Hall (1890-1969), Noors componiste
- Peter Hall (1930-2017), Engels regisseur
- Philip Baker Hall (1931), Amerikaans acteur
- PJ Hall (2002), Amerikaans basketballer
- Radclyffe Hall (1880-1943), Brits schrijfster
- Regina Hall (1970), Amerikaans filmactrice
- Rich Hall (1954), Amerikaans komiek en schrijver
- Rick Hall (1932-2018), Amerikaans muziekproducent
- Robert David Hall (1947), Amerikaans acteur
- Ryan Hall (1982), Amerikaans atleet
- Scott Hall (1958-2022), Amerikaans worstelaar
- Steven Hall (1975), Brits schrijver
- Suzy van Hall (1907-1978), Nederlands danseres
- Terry Hall (1959), zanger van de Britse skagroep The Specials
- Thérèse van Hall (1872-1931), Nederlands beeldhouwster en schilderes
- Tom Hall (1964), Amerikaans computerprogrammeur
- Tracy Hall (1919-2008), Amerikaans chemicus
- Virginia Hall (1906-1982), Amerikaans spion
- Walraven van Hall (1906-1945), Nederlands bankier en verzetsstrijder
- Charles Hallahan (1943-1997), Amerikaans acteur
- Mats Hallberg (1964), Zweeds golfer
- Adam de la Halle (ca.1237-ca.1288), Frans menestreel
- Gunnar Halle (1965), Noors voetballer en voetbaltrainer
- Jan Halle (1903-1986), Nederlands voetballer
- Leo Halle (1906-1992), Nederlands voetbaldoelman
- Morris Halle (1923), Amerikaans taalwetenschapper
- Richard Hallebeek (1969), Nederlands jazz- en fusiongitarist
- Margot Hallemans (1993), Belgisch actrice
- Marc Hallemeersch (1967), Belgisch atleet
- Isolde Hallensleben (1975), Nederlands presentatrice en actrice
- Albrecht von Haller (1708-1777), Zwitsers wetenschapper, dichter en magistraat
- Gordon Haller (1950), Amerikaans triatleet
- Hanne Haller (1950-2005), Duits zangeres, componiste, tekstdichter en muziekproducente
- Helmut Haller (1939-2012), Duits voetballer
- István Haller (rond 1657-1710), Transsylvaans gouverneur
- István Haller (1880-1964), Hongaars politicus
- Jacques Haller (1897-1961), Belgisch roeier
- János Haller (1692-1756), Transsylvaans gouverneur
- Marco Haller (1991), Oostenrijks wielrenner
- Nicolaus Ferdinand Haller (1805-1876), Duits advocaat en politicus
- Sébastien Haller (1994), Frans-Ivoriaans voetballer
- Ursina Haller (1985), Zwitsers snowboardster
- Jozef Haller von Ziegesar (1864-1945), Vlaams activist
- Geir Hallgrímsson (1925-1990), IJslands politicus
- Matt Halliday (1979), Nieuw-Zeelands autocoureur
- Dick Halligan (1943-2022), Amerikaans trombonist, componist en arrangeur
- Brian Hallisay (1978), Amerikaans acteur
- Geri Halliwell (1972), Brits zangeres
- Odette Hallowes (1912-1995), Frans-Brits geheim agent
- William Halsey (1882-1959), Amerikaans militair
- Per Hallström (1866-1960), Zweeds schrijver
- Johnny Hallyday (1943-2017), Belgisch-Frans zanger
- Gregory Halman (1987-2011), Nederlands honkballer
- Laila Halme (1934-2021), Fins zangeres
- Viljo Halme (1907-1981), Fins voetballer
- Paul Halmos (1916-2006), Hongaars-Amerikaans wiskundige en statisticus
- Kieran Halpin (1955-2020), Ierse gitarist en songwriter
- Frans Hals (ca. 1583-1666), Nederlands kunstschilder
- Francesca Halsall (1990), Brits zwemster
- Hector Halsband (1878-1955), Belgisch collaborateur en Vlaams activist
- Eusebius Halsema (1882-1945), Amerikaans ingenieur en koloniaal bestuurder
- Femke Halsema (1966), Nederlands politica en columniste
- Frans Halsema (1939-1984), Nederlands cabaretier
- Johann Georg Halske (1814-1890) Duits werktuigbouwkundige en ondernemer
- Pierre Van Halteren (1911-2009), burgemeester van Brussel
- Dan Halutz (1948), Israëlisch generaal
- Asbjørn Halvorsen (1898-1955), Noors voetballer en voetbaltrainer
- Otto Bahr Halvorsen (1872-1923), Noors politicus

## Ham

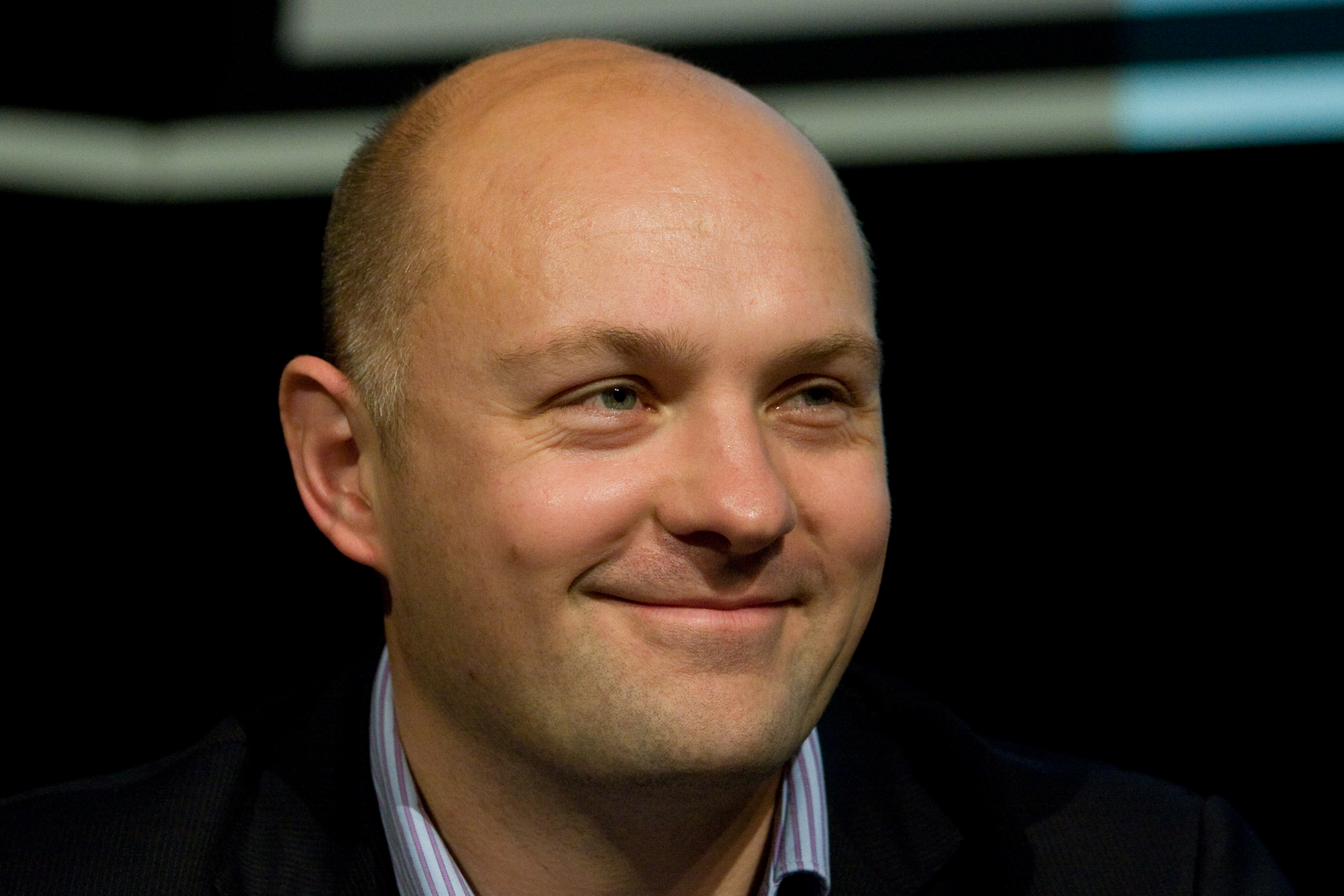
Boris van der Ham, 2010

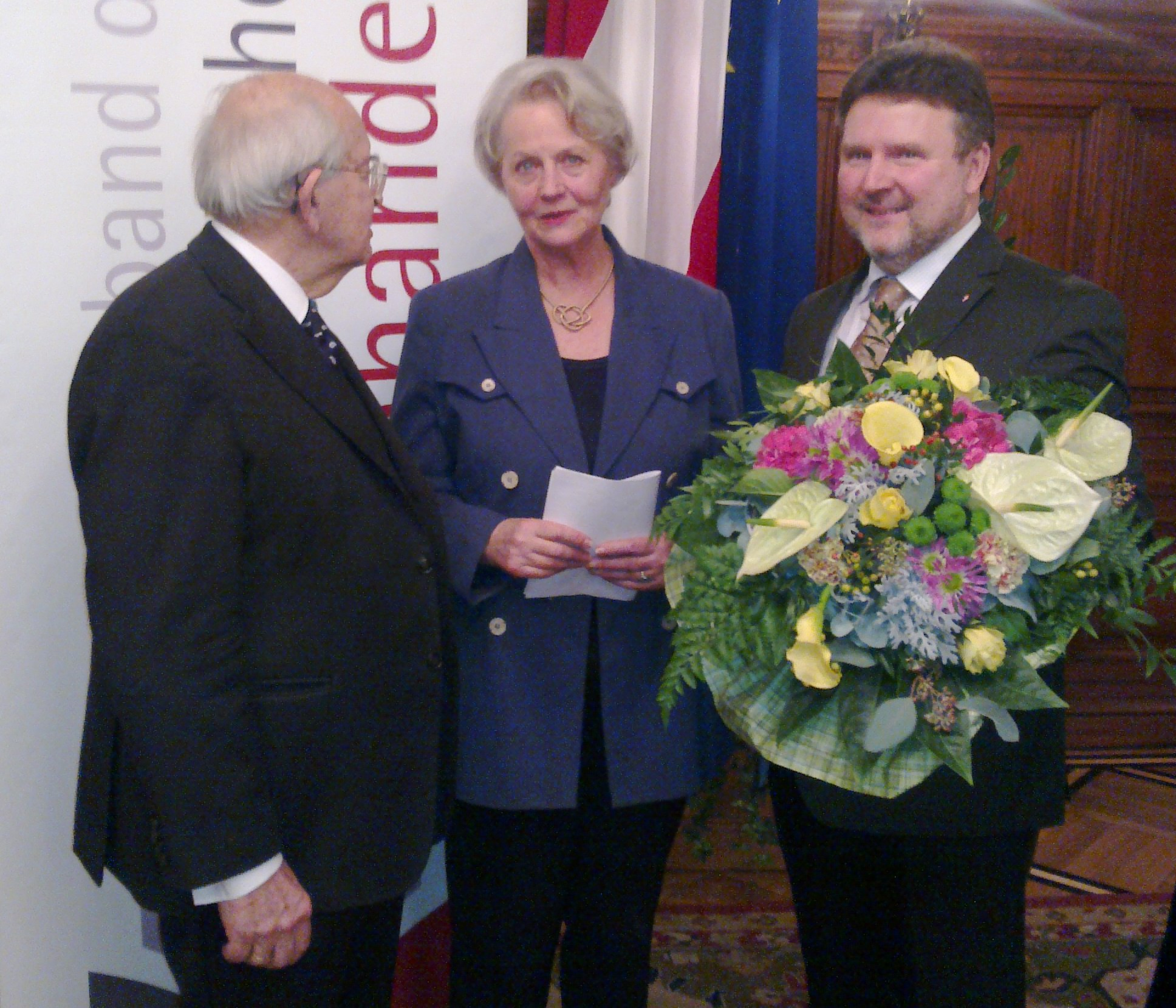
Brigitte Hamann (m) in 2012

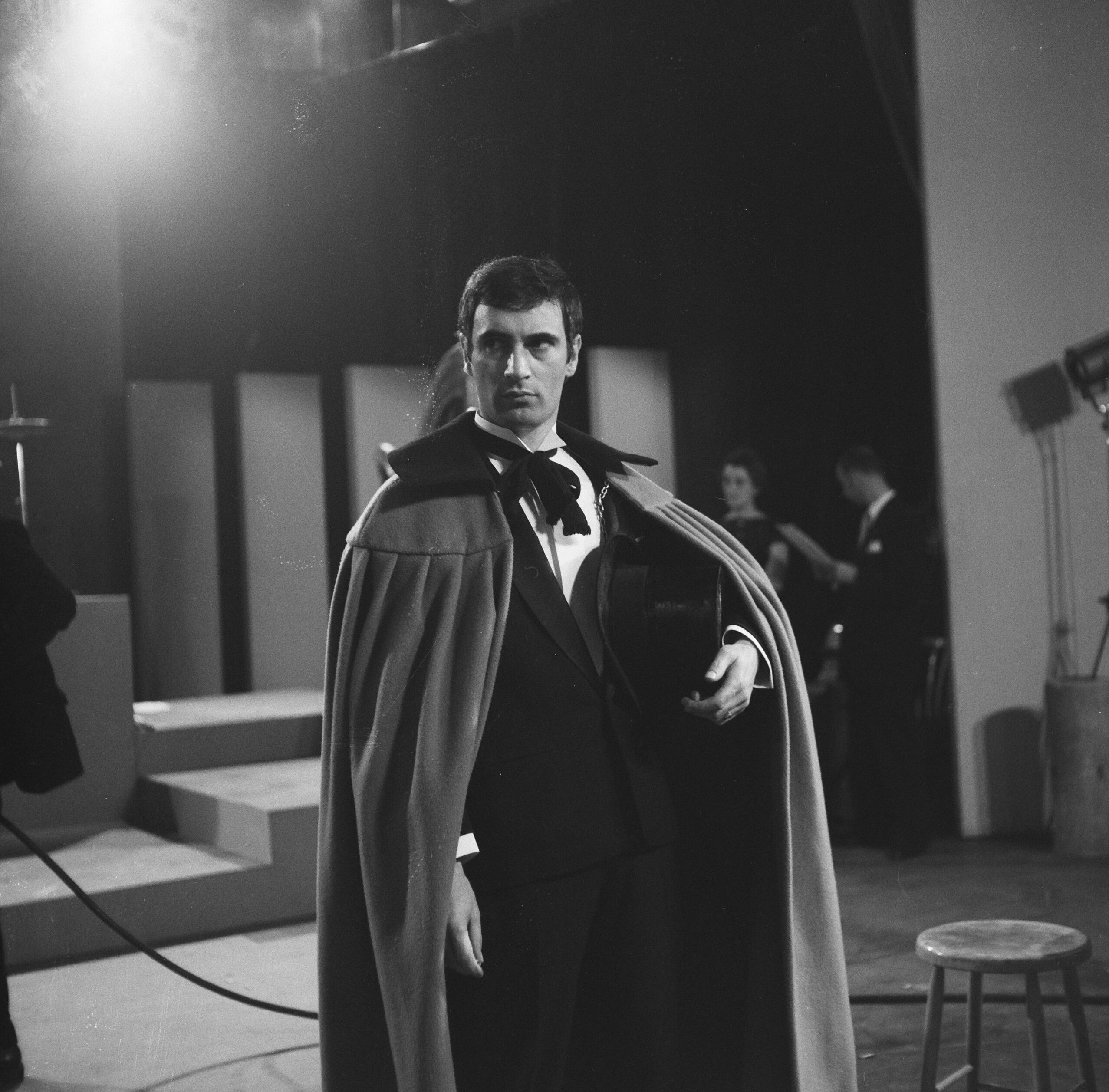
Maxim Hamel (1960)

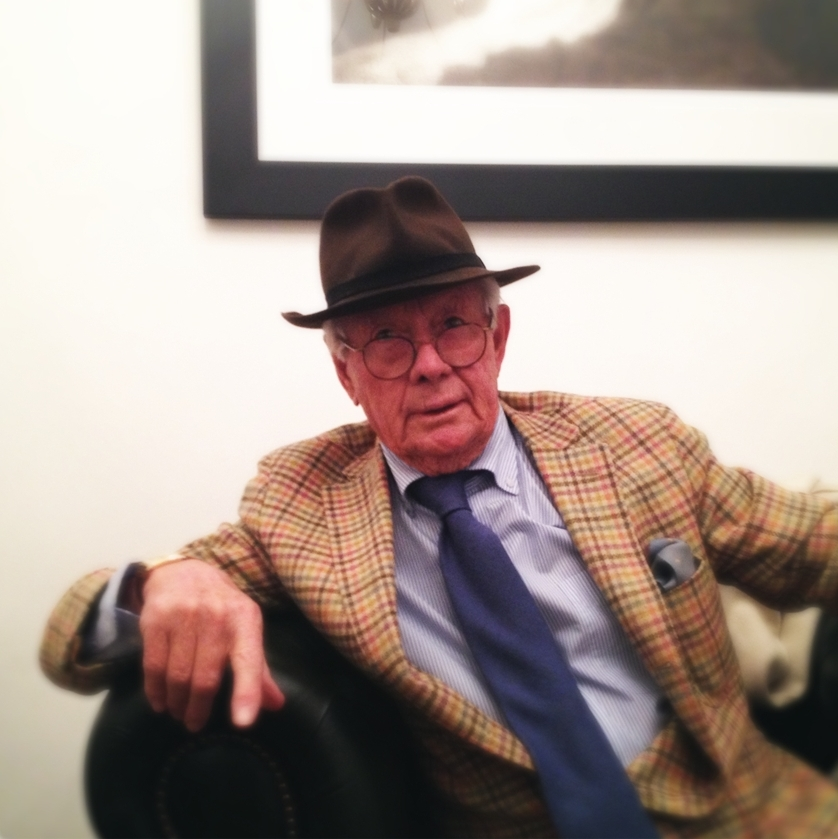
David Hamilton (2012)

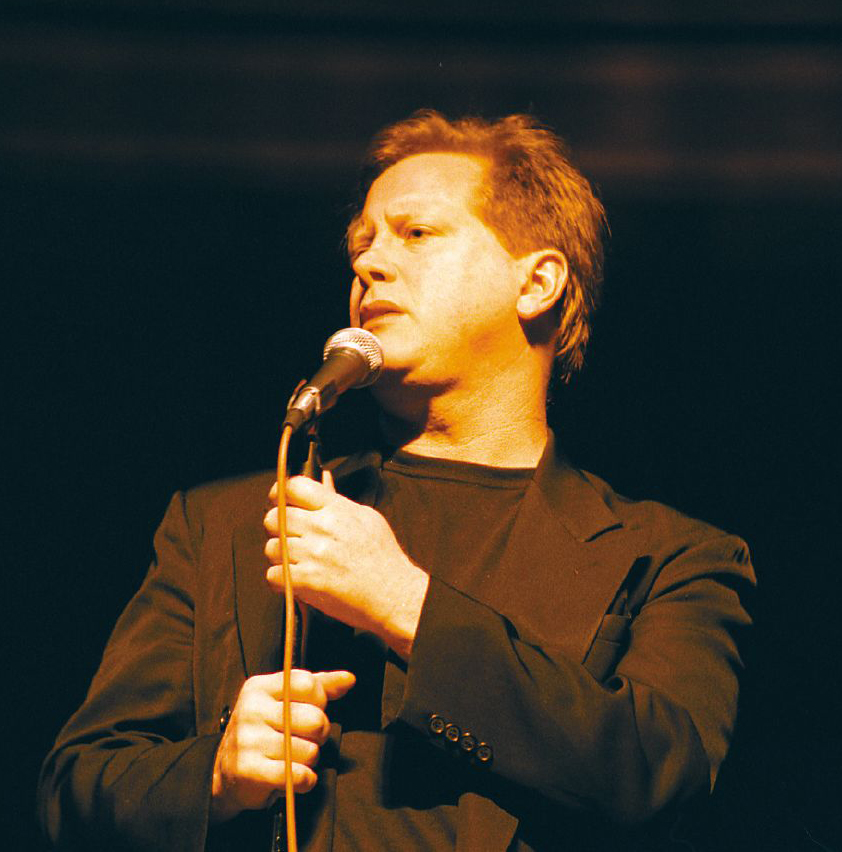
Darrell Hammond, 2005

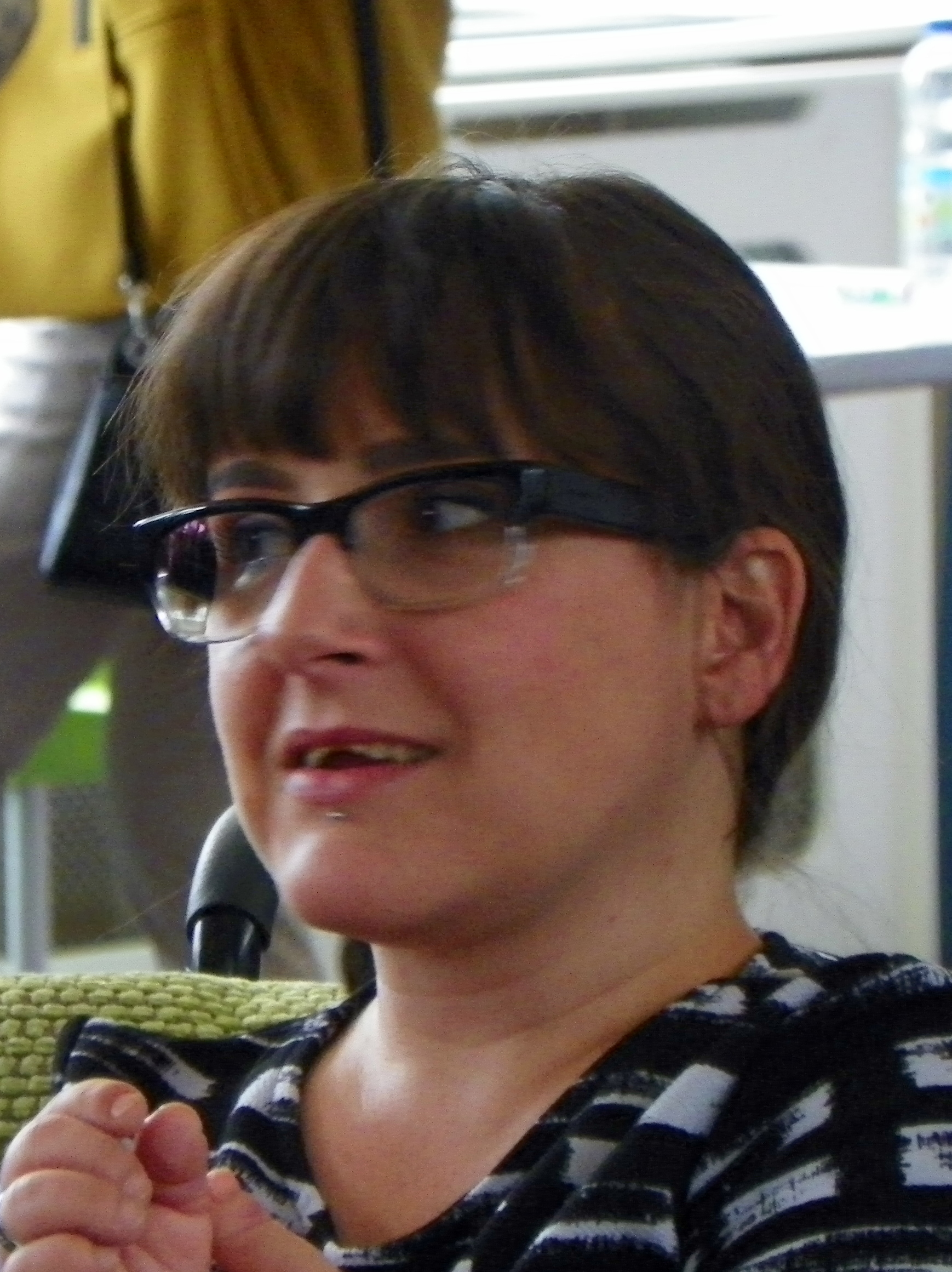
Lisa Hammond, 2016

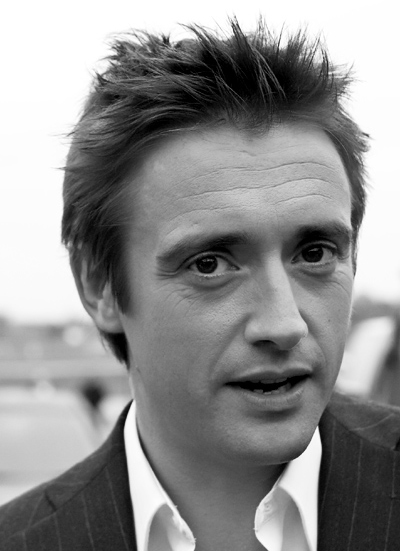
Richard Hammond

- Boris van der Ham (1973), Nederlands acteur en politicus
- Evert ten Ham (1961), Nederlands radiopresentator
- Harry van den Ham (1954), Nederlands voetbaltrainer en voetballer
- Jo van Ham (1892-1985), Nederlands letterkundige en collaborateur
- Johan van der Ham (1822-1912), Nederlands notaris, fruitteler en bijenhouder
- Marieke van den Ham (1983), Nederlands waterpolospeelster
- Martin van den Ham (1962-2001), Nederlands cabaretier en theatermaker
- Mechteld ten Ham (?-1605), Nederlands geëxecuteerde wegens hekserij
- Meindert van Ham (ca. 1470-na 1545), Duits veldheer uit Hamm
- Otto-Jan Ham (1978), Nederlands radio- en televisiepresentator en dj
- Mazen al-Hamada (1977-2024), Syrisch activist
- Brigitte Hamann (1940-2016), Duits/Oostenrijks historica en journaliste
- Evelyn Hamann (1942-2007), Duits actrice en comédienne
- Monika Hamann (1954), Oost-Duits atlete
- Rafik El Hamdi (1994), Nederlands voetballer
- Peter d'Hamecourt (1946-2023), Nederlands journalist, columnist en publicist
- Mia Hamm (1972), Amerikaans voetbalster
- Max Hamburger (1920), Joods-Nederlands psychiater en verzetsstrijder
- Ali Hamdi (1989), Belgisch atleet
- Jacob Hamel (1883-1943), Nederlands zanger en dirigent
- Jules Hamel (1938), Nederlands acteur
- Maxim Hamel (1928-2001), Nederlands acteur
- Lodewijk van Hamel (1915-1941), Nederlands militair
- Wouter Hamel (1977), Nederlands popartiest
- Charles Hamelin (1984), Canadees shorttracker
- Jacques Hamelink (1939-2021), Nederlands dichter en schrijver
- Mariëtte Hamer (1958), Nederlands politicus
- Tetjana Hamera-Sjmyrko, Oekraïens atlete
- Hamilcar Barkas (+229 v.Chr.), Carthaags veldheer
- Alexander Hamilton (1755 of 1757-1804), Amerikaans staatsman
- Alice Hamilton (1869-1970), Amerikaanse arts, patholoog en wetenschappelijk onderzoekster
- Andy Hamilton (1967), Engels darter
- Anthony Hamilton (1971), Engels snookerspeler
- Austin Hamilton (1997), Zweeds atleet
- Carrie Hamilton (1963-2002), Amerikaans actrice en scenarioschrijfster
- Davey Hamilton (1962), Amerikaans autocoureur
- Davey Hamilton jr. (1997), Amerikaans autocoureur
- David Hamilton (1933-2016), Brits fotograaf en regisseur
- Josh Hamilton (1969), Amerikaans acteur
- Lee Hamilton (1931), Amerikaans politicus
- Lewis Hamilton (1985), Brits autocoureur
- LisaGay Hamilton (1964), Amerikaans actrice, filmregisseuse en filmproducente
- Marc Hamilton (1944-2022), Canadees zanger
- Melinda Page Hamilton (1974), Amerikaans actrice
- Red Hamilton (1921-1986), Amerikaans autocoureur
- Richard Hamilton (1920-2004), Amerikaans acteur
- Tyler Hamilton (1971), Amerikaans wielrenner
- William Donald Hamilton (1936-2000), Brits bioloog
- James Hamilton-Paterson (1941), Engels auteur
- Erin Hamlin (1986), Amerikaans rodelaarster
- Marvin Hamlisch (1944-2012), Amerikaans componist
- Ed Hamm (1906-1982), Amerikaans atleet
- Renilde Hammacher-van den Brande (1913-2014), Belgisch kunsthistorica
- Saadoun Hammadi (1930-2007), Iraaks diplomaat en politicus
- Gustaf Hammarsten (1967), Zweeds acteur
- Jean van Hamme (1939), Belgisch stripauteur
- Thomas van der Hammen (1924-2010), Nederlands paleontoloog, botanicus, geoloog en hoogleraar palynologie
- Armand Hammer (1898-1990), Amerikaans industrieel en kunstverzamelaar
- Ben Hammer (1924-2017), Amerikaans acteur
- Alessandro Hämmerle (1993), Oostenrijks snowboarder
- Maren Hammerschmidt (1989), Duits biatlete
- Gro Hammerseng (1980), Noors handbalster
- Oscar Hammerstein (1954), Nederlands advocaat
- Oscar Hammerstein II (1895-1960), Amerikaans musicalproducent en -componist
- Dashiell Hammett (1894-1961), Amerikaans schrijver
- Mimi Hamminck Schepel (1839-1930), Nederlands schrijfster
- Richard Hamming (1915-1998), Amerikaans wiskundige
- Becky Hammon (1977), Amerikaans-Russisch basketbalspeelster en -coach
- Albert Hammond (1944), Gibraltarees/Brits/Amerikaans singer-songwriter
- Albert Hammond Jr. (1980), Amerikaans gitarist
- Aleqa Hammond (1965), Deens politica
- Blaine Hammond (1952), Amerikaans ruimtevaarder
- Darrell Hammond (1955), Amerikaans acteur en komiek
- David Hammond (1881-1940), Amerikaans waterpolospeler en zwemmer
- Dean Hammond (1983), Engels voetballer
- Harry Hammond Hess (1906-1969), Amerikaans geoloog
- Jeffrey Hammond-Hammond (1946), Brits bassist
- John Hammond (1942), Amerikaans blueszanger en gitarist
- Johnny 'Hammond' Smith (1933-1997), Amerikaans jazzorganist
- Laurens Hammond (1895-1973), Amerikaans ingenieur en uitvinder
- Lisa Hammond (1983), Brits actrice
- Philip Hammond (1955), Brits politicus
- Richard Hammond (1969), Engels televisiepresentator
- Robert Hammond (1981), Australisch hockeyer
- Robin Hammond (1975), Nieuw-Zeelands fotograaf en journalist
- Roger Hammond (1974), Brits wielrenner
- Ronnie Hammond (1950-2011), Amerikaans zanger
- Steve Hammond (1939-1989), Brits gitarist en songwriter
- Hammurabi, koning van Babylon (1792-1750 v.Chr.)
- Irène Hamoir (1906-1994), Belgische schrijfster en dichteres
- Susan Hampshire (1938), Engels actrice
- Lionel Hampton (1908-2002), Amerikaans musicus
- Roderick Hampton (2001), Amerikaans basketballer
- Slide Hampton (1932-2021), Amerikaans jazzmuzikant, arrangeur en componist
- Erik Hamrén (1957), Zweeds voetballer en voetbaltrainer
- Kurt Hamrin (1934-2024), Zweeds voetballer
- Midde Hamrin-Senorski, (1957) Zweeds atlete
- Jarno Hams (1974), Nederlands krachtsporter, vijfvoudig Nederlands sterkste man

## Han

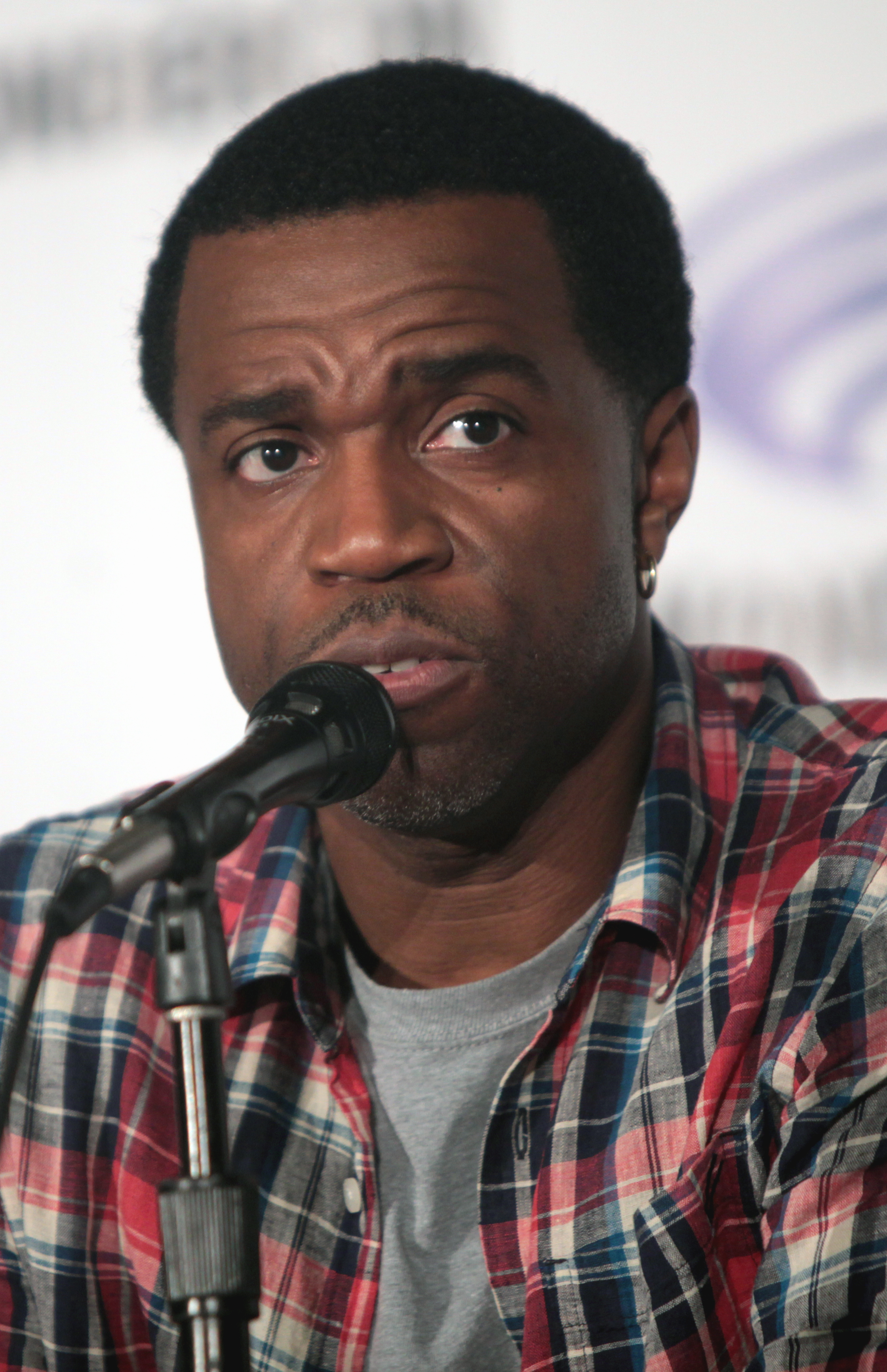
Kevin Hanchard, 2016

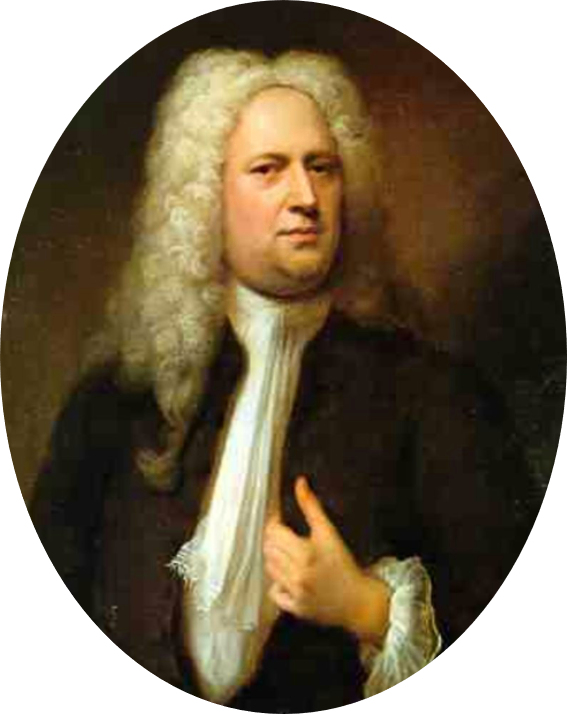
Georg Friedrich Händel

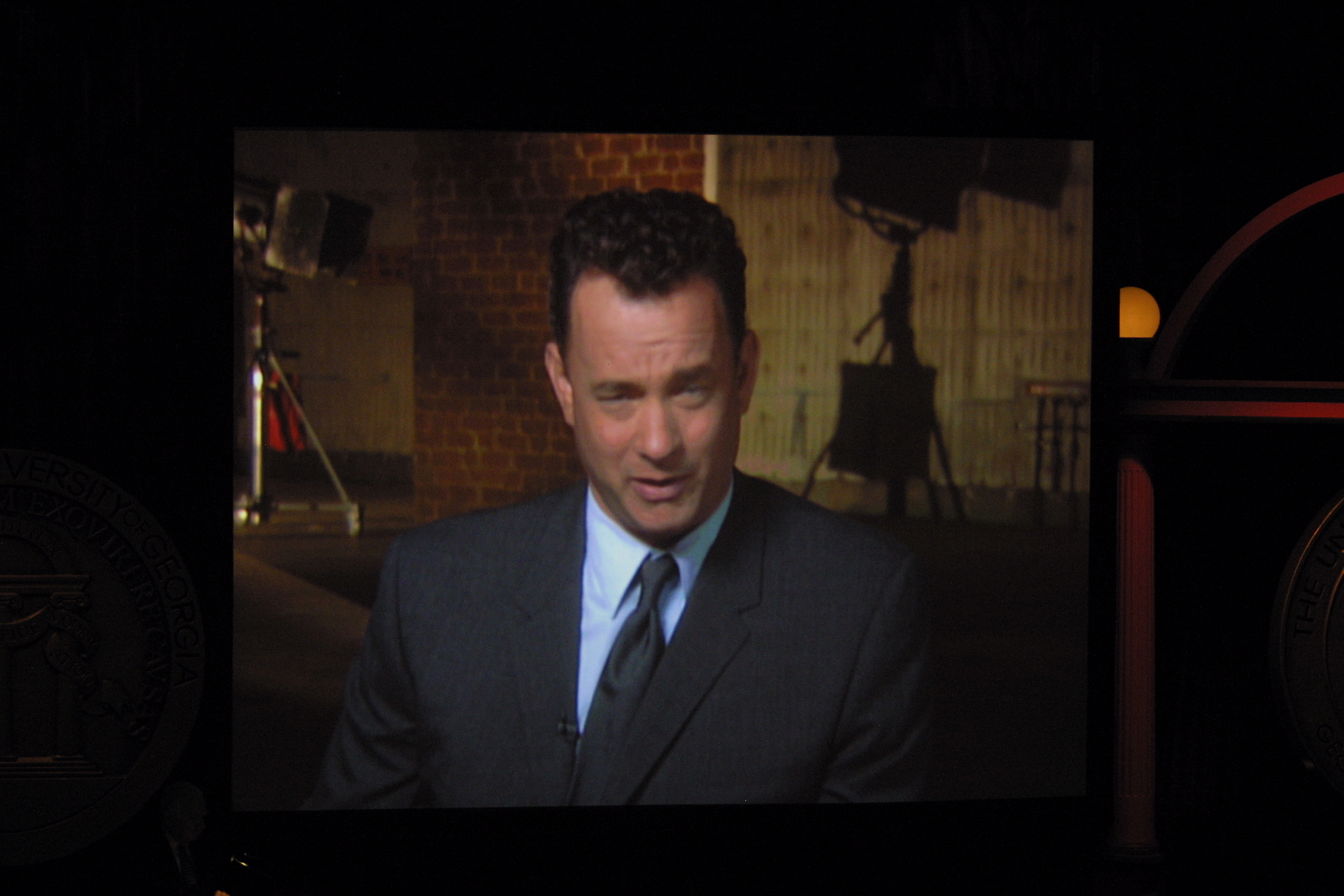
Tom Hanks (2002)

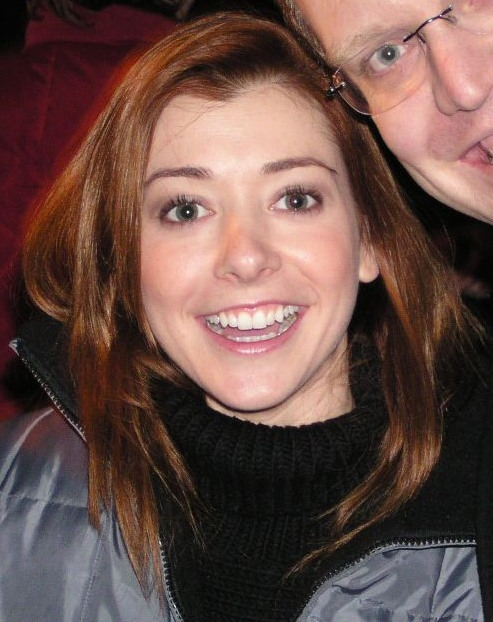
Alyson Hannigan (2004)

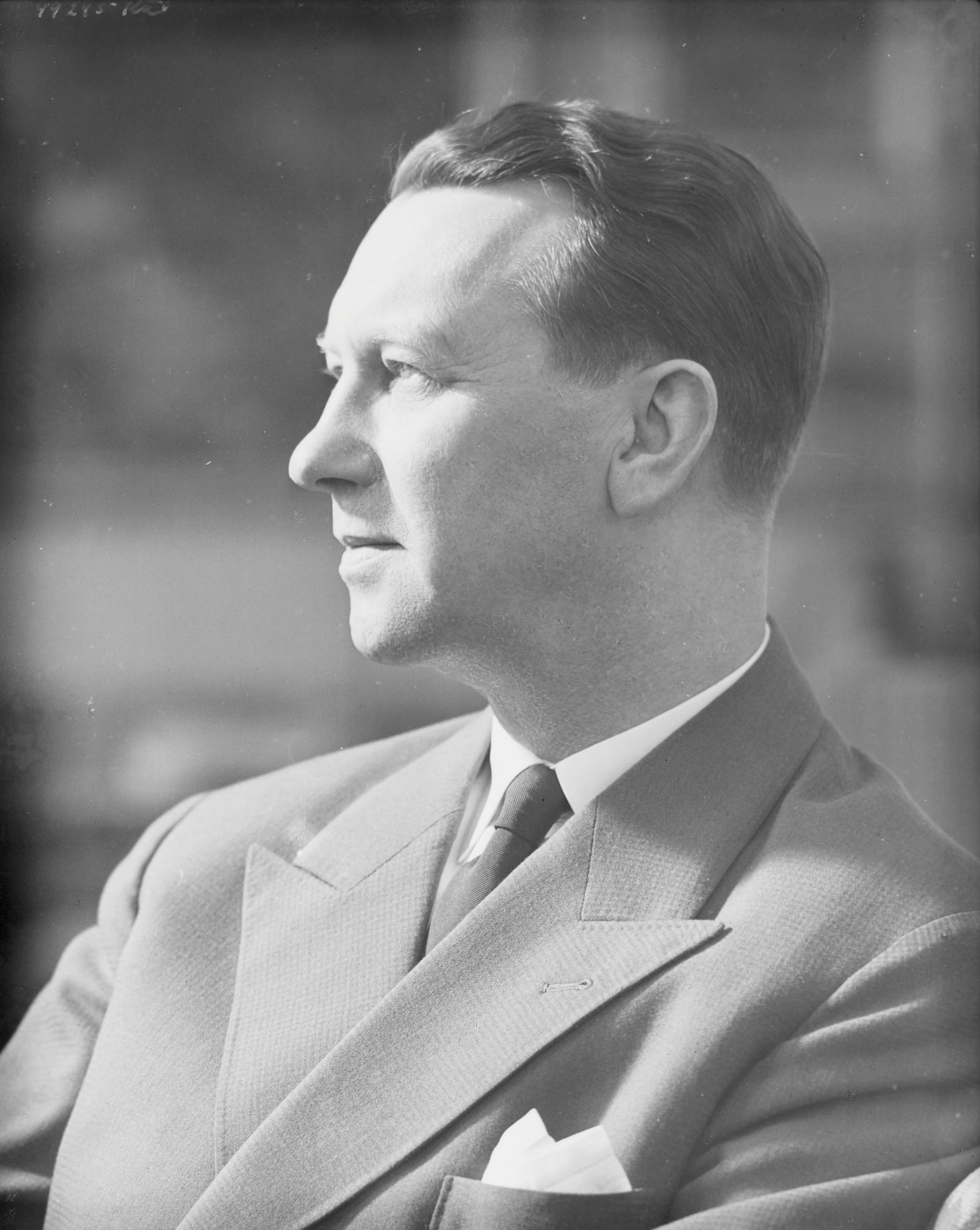
Hans Christian Hansen

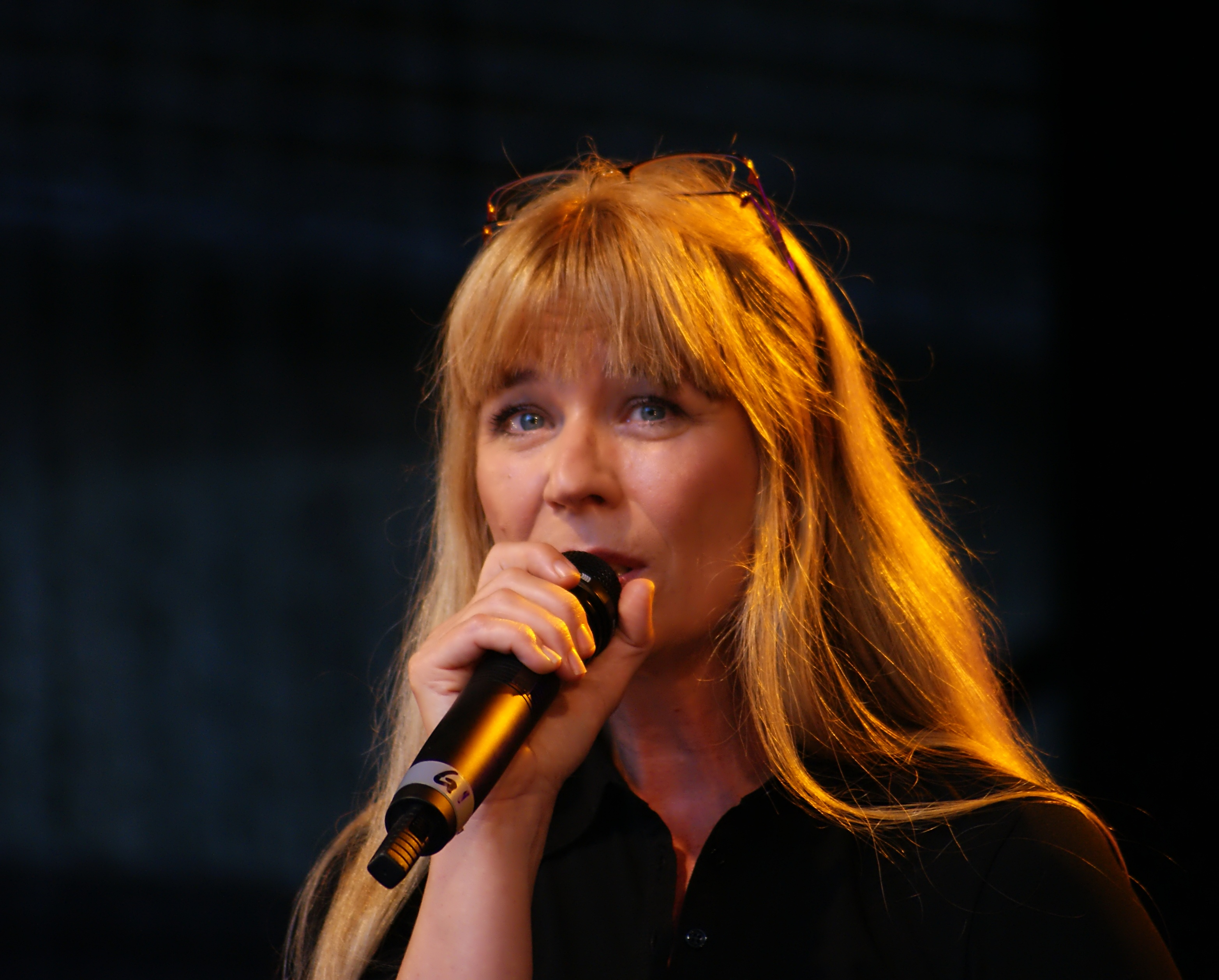
Catherine Hansson, 2010

- Han Cong (1992), Chinees kunstschaatser
- Han Xinyun (1990), Chinees tennisster
- Herman Hana (1874-1952), Nederlands kunstenaar
- Yu Hanaguruma (2000), Japans zwemmer
- Margaretha van Hanau-Lichtenberg (1463-1504), Duits gravin
- Terri Hanauer, Canadees actrice, filmregisseuse, scenarioschrijfster en fotografe
- Kevin Hanchard, Canadees acteur
- Herbie Hancock (1940), Amerikaans jazzmuzikant
- John Hancock (1737-1793), Amerikaans staatsman
- Ollie Hancock (1987), Brits autocoureur
- Sheila Hancock (1933), Engels actrice
- Tony Hancock (1924-1968), Brits komiek en acteur
- Joey Hand (1979), Amerikaans autocoureur
- Schafik Handal (1930-2006), Salvadoraans politicus en guerrillaleider
- Samir Handanovič (1984), Bosnisch-Sloveens voetballer
- Georg Friedrich Händel (1685-1759), Duits-Engels componist
- Youssef Handichi (1976), Belgisch-Marokkaans syndicalist en politicus
- Peter Handke (1942), Oostenrijks schrijver
- Chelsea Handler (1975), Amerikaans stand-up comédienne
- Anton Handlirsch (1865-1935), Oostenrijks entomoloog
- Fernand Handtpoorter (1933-2007), Vlaams dichter en (toneel)schrijver
- James Handy, Amerikaans acteur
- Mariusz Handzlik (1965-2010), Pools politicus (onderstaatssecretaris)
- Willem van Hanegem (1944), Nederlands voetballer en coach
- Jacques Hanegraaf (1960), Nederlands wielrenner
- Michael Haneke (1942), Oostenrijks filmregisseur
- Victor Hănescu (1981), Roemeens tennisser
- Bjorn Haneveer (1976), Belgisch snookerspeler
- Halvard Hanevold (1969-2019), Noors biatleet
- Anne Haney (1934-2001), Amerikaans actrice
- Karel Hanika (1996), Tsjechisch motorcoureur
- Ismail Haniya (196?-2024), Palestijns premier
- Nattachak Hanjitkasen (1992), Thais autocoureur
- Tamme Hanken (1960-2016), Duits chiropractor
- Ted Hankey (1968), Engels darter
- Tom Hanks (1956), Amerikaans acteur
- Ben Hanley (1985), Engels autocoureur
- Alphonsus Maria Bernardus Hanlo (1843-1921), Nederlands jurist
- Antonius Zacharias Hanlo (1802-1849), Nederlands jurist
- Bernardus Hubertus Maria Hanlo (1829-1902), Nederlands jurist
- James Hanlon (1966), Amerikaans acteur, filmproducent en filmregisseur
- Quinten Hann (1977), Australisch pool- en snookerspeler
- William Hanna (1910-2001), Amerikaans producent, regisseur en tekenaar van tekenfilms
- Dirk Hannema (1896-1984), Nederlands museumdirecteur
- Jeff Hanneman (1964-2013), Amerikaans gitarist van de thrashmetalband Slayer
- Lut Hannes (1954), Belgisch actrice
- Pieter-Jan Hannes (1992), Belgisch atleet
- Hannibal Barcas (247-183 v.Chr.), Carthaags veldheer
- Flavius Claudius Hannibalianus (315-337), prefect, koning en koning der koningen
- Alyson Hannigan (1974), Amerikaans actrice
- Molly Hannis (1992), Amerikaans zwemster
- Donna Hanover (1950), Amerikaans actrice, filmproducente, journaliste en auteur
- Tawin Hanprab (1998), Thais taekwondoka
- Hans Adam II (1945), prins van Liechtenstein
- Doe Hans (1882-1946), Nederlands journalist
- Hank Hans (1919-2015), Nederlands beeldhouwer en medailleur
- Theodor Hänsch (1941), Duits natuurkundige en Nobelprijswinnaar
- Frida Hansdotter (1985), Zweeds alpineskiester
- Emile Hanse (1892-1981), Belgisch voetballer
- Marion Hänsel (1949), Belgisch actrice en regisseur
- Alf Hansen (1948), Noors roeier
- Brendan Hansen (1981), Amerikaans zwemmer
- Clifford Hansen (1912-2009), Amerikaans politicus
- Constant Hansen (1833-1910), Vlaams schrijver
- Frank Hansen (1945), Noors roeier
- Gyda Westvold Hansen (2002), Noors noordse combinatieskiester
- Hans Christian Hansen (1906-1960), Deens politicus
- Jens Jørgen Hansen (1939-2022), Deens voetballer en trainer
- Jessica Hansen (1995), Australisch zwemster
- John Ørsted Hansen (1938), Deens roeier
- Joseph Hansen (1979), Amerikaans roeier
- Kai Hansen (1963), Duits zanger en gitarist
- Keltie Hansen (1992), Canadees freestyleskiester
- Simon Hansen (1998), Deens atleet
- Thor Hansen (1947-2018), Noors professioneel pokerspeler
- Julian Hanses (1997), Duits autocoureur
- Gregg Hansford (1952-1995), Australisch motor- en autocoureur
- Ilkka Hanski (1953-2016), Fins bioloog
- Alois Hanslian (1943), Duits beeldend kunstenaar
- Peter Hanson (1977), Zweeds golfer
- Ronald Hanson (1976), Nederlands natuurkundige en hoogleraar
- Henk Hanssen (1961-2024), Nederlands schrijver en journalist
- Robert Philip Hanssen (1944-2023), Amerikaans FBI-agent en KGB spion
- Rachel Hanssens (1929-2017), Belgisch atlete
- Catherine Hansson (1958), Zweeds actrice
- David Heinemeier Hansson (1979), Deens softwareontwikkelaar en autocoureur
- Martin Hansson (1971), Zweeds voetbalscheidsrechter
- Lucien Hanswijk (1929-2006), Belgisch atleet
- Daniela Hantuchová (1983), Slowaaks tennisster
- Fernand Hanus (1880-1924), Belgisch industrieel
- Paul Hanvidge (1961), Schots darter
- Yuzuru Hanyu (1994), Japans kunstschaatser

## Hao
- Hao Haidong (1970), Chinees voetballer
- Hao Shuai (1983), Chinees tafeltennisser
- Hao Yun (1995), Chinees zwemmer

## Hap
- Kitty van Haperen (1976), Nederlands bobsleester en atlete
- José Happart (1947), Belgisch politicus

## Har

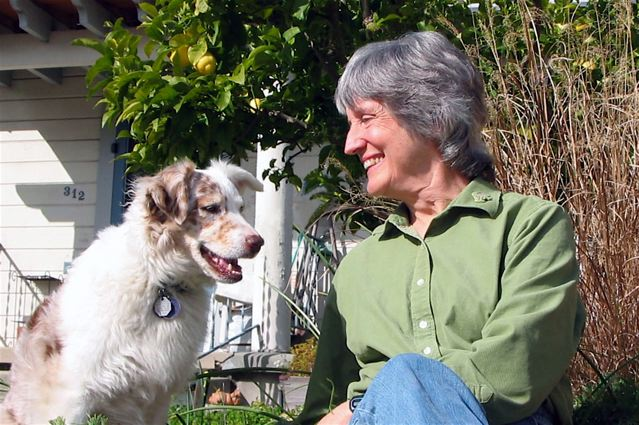
Donna Haraway

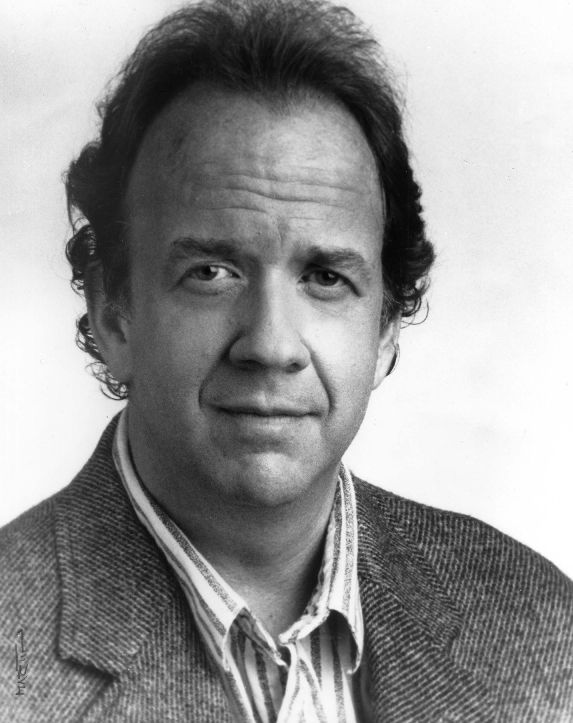
Robert Harper, 1996

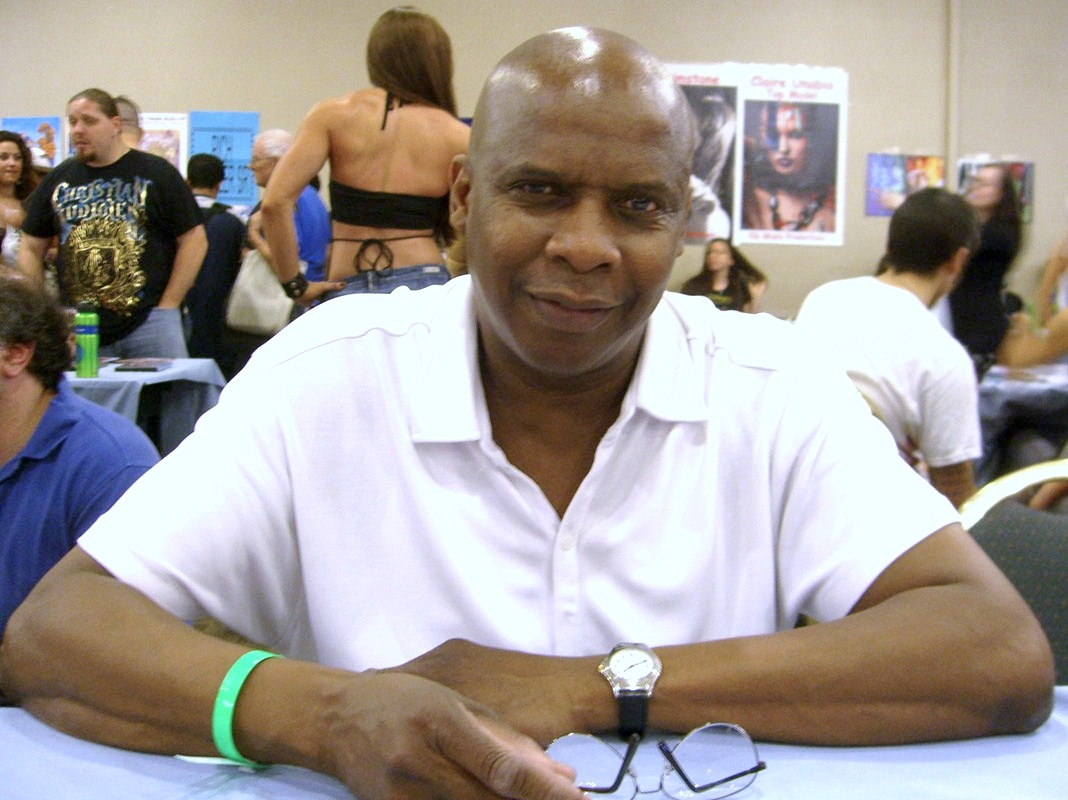
David Harris 2009

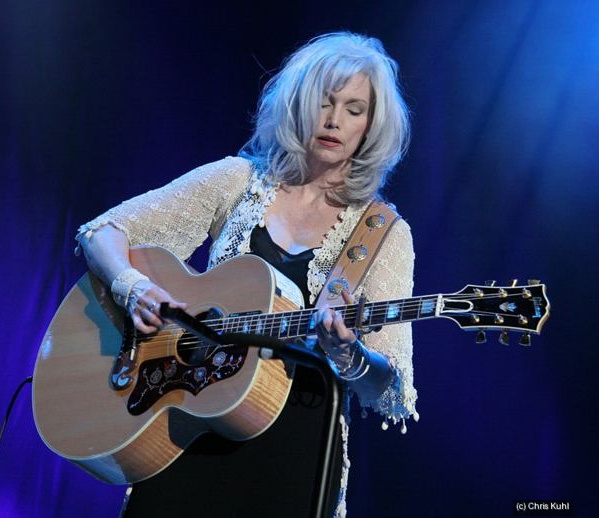
Emmylou Harris

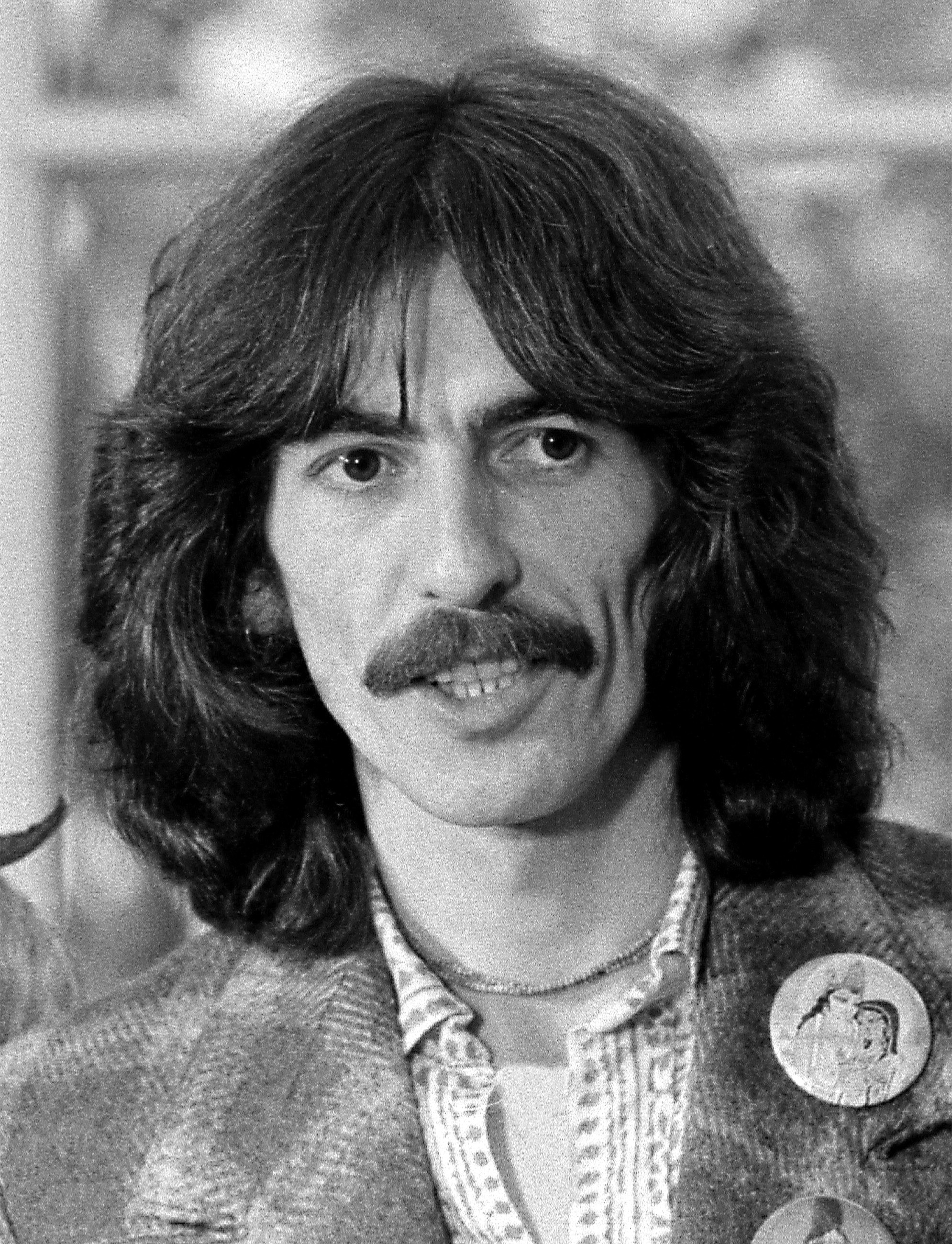
George Harrison (1974)

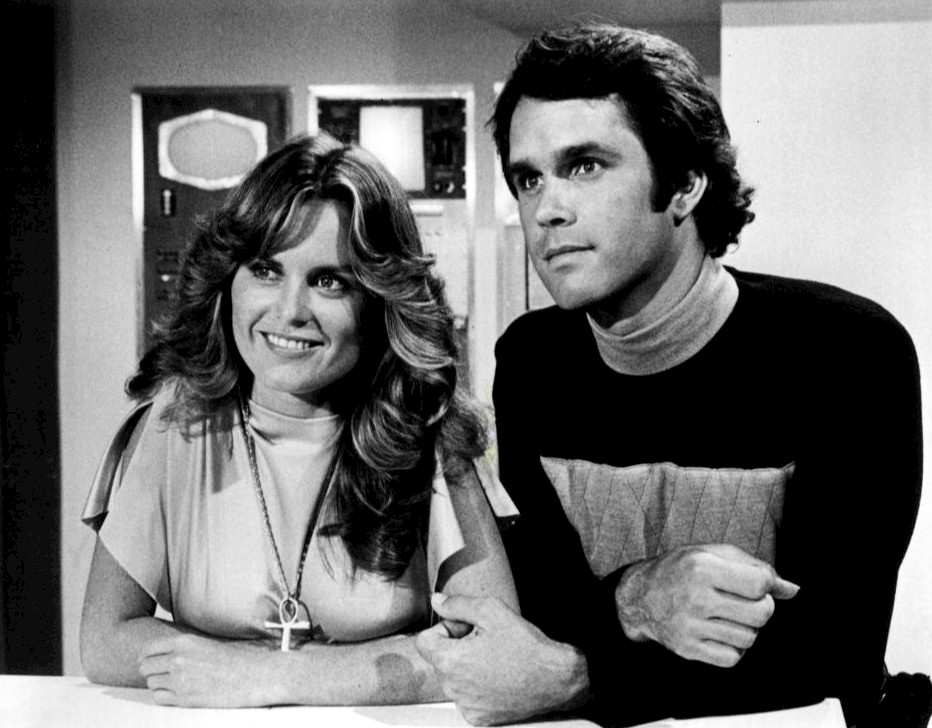
Gregory Harrison (rechts), 1977

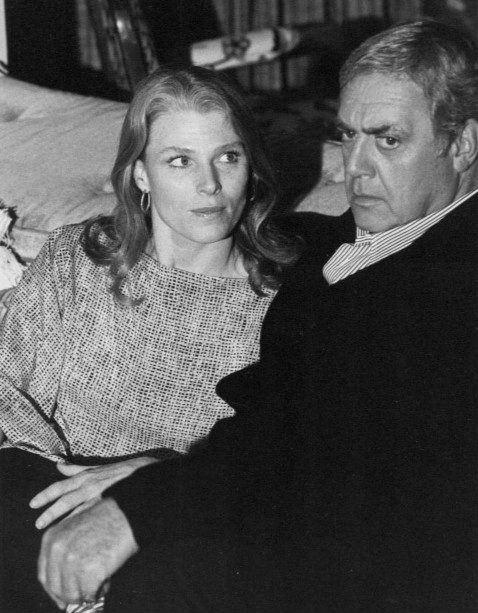
Mariette Hartley (links)

- Meir Har-Zion (1934-2014), Israëlisch militair
- Yumiko Hara (1982), Japans atlete
- Adam Harasiewicz (1932), Pools pianist
- Donna Haraway (1944), Amerikaans filosofe
- Marijke Harberts (1936-2020), Nederlands neerlandica en auteur
- Rudolf Harbig (1913-1944), Duits atleet
- David Harbour (1974), Amerikaans acteur
- Trey Hardee (1984), Amerikaans atleet
- Arthur Harden (1865-1940), Brits biochemicus en Nobelprijswinnaar
- Tim Harden (1974), Amerikaans atleet
- Aad van Hardeveld (1930-2017), Nederlands atleet
- Ronan Hardiman (1961), Iers componist
- Karl Ludwig Harding (1765-1835), Duits sterrenkundige
- Lex Harding (1945), Nederlands diskjockey
- Warren Harding (1865-1923), Amerikaans president (1921-1923)
- Justus de Harduwijn (1582-1636), Zuid-Nederlands dichter
- Ryan Hardwick (1980), Amerikaans autocoureur
- Adrien Hardy (1978), Frans roeier
- Françoise Hardy (1944-2024), Frans zangeres en actrice
- Jessica Hardy (1987), Amerikaans zwemmer
- Oliver Hardy (1892-1957), Amerikaans komiek
- Robert Hardy (1925-2017), Brits acteur
- Thomas Masterman Hardy (1769-1839), Engels marineofficier
- Thomas Hardy (1840-1928), Engels schrijver en dichter
- Thomas Hardy, Engels rugbyspeler
- Åge Hareide (1953), Noors voetballer en voetbalcoach
- Isser Harel (1912-2003), Israëlisch geheim agent
- Mark Harelik (1951), Amerikaans acteur
- Mattias Hargin (1985), Zweeds alpineskiër
- Amy Hargreaves (1970), Amerikaans actrice
- James Hargreaves (1720-1778), Engels wever en uitvinder van de Spinning Jenny
- Owen Hargreaves (1981), Engels voetballer
- Scott Hargrove (1995), Canadees autocoureur
- Badr Hari (1984), Nederlands-Marokkaans kickbokser
- Zaharira Harifai (1929-2013), Israëlisch actrice
- George Harinck (1958), Nederlands historicus
- Bas Haring (1968), Nederlands filosoof
- Keith Haring (1958-1990), Amerikaans kunstenaar
- Albertus van Harinxma thoe Slooten (1872-1940), Nederlands openbaar aanklager
- Rafik Hariri (1944-2005), Libanees zakenman en premier
- Saad Hariri (1970), Libanees zakenman en politicus
- Ashley Harkleroad (1985), Amerikaans tennisster
- Henrik Harlaut (1991), Zweeds freestyleskiër
- Teal Harle (1996), Canadees freestyleskiër
- Steve Harley (1951-2024), Brits singer/songwriter (Steve Harley & Cockney Rebel)
- Eve Harlow (1989), in Rusland geboren Canadees actrice
- Jean Harlow (1911-1937), Amerikaans actrice
- Winnie Harlow (1994), Canadees model
- Gilbert Harman (1938-2021), Amerikaans filosoof
- Rob Harmeling (1964), Nederlands wielrenner
- Suzanne Harmes (1986), Nederlands turnster
- Angie Harmon (1972), Amerikaans actrice en model
- Mark Harmon (1951), Amerikaans acteur
- Evert Jan Harmsen (1930-2005), Nederlands landbouwer en politicus
- Ger Harmsen (1922-2005), Nederlands filosoof en historicus
- Karin Harmsen (1962), Nederlands paralympisch sportster
- Eelco Martinus ten Harmsen van der Beek (1897-1953), Nederlands illustrator
- Fritzi Harmsen van Beek (1927-2009), Nederlands schrijfster en dichteres
- Adolf von Harnack (1851-1931), Duits theoloog en historicus
- Lenore Harney (1925-2020), Kittitiaans arts
- Michael Harney (1946), Amerikaans acteur
- Nikolaus Harnoncourt (1929-2016), Oostenrijks dirigent
- Christine Harnos (1968), Canadees/Amerikaans actrice
- Miguel Nazar Haro (1925-2012), Mexicaans veiligheidsagent
- Serge Haroche (1944), Frans natuurkundige en Nobelprijswinnaar
- Harold II (1020-1066), koning van Engeland
- Abdalelah Haroun (1997), Soedanees/Qatarees atleet
- Dawn Harper (1984), Amerikaans atlete
- Robert Harper (1951), Amerikaans acteur
- Stephen Harper (1959), Canadees premier
- Nick Harradence, Brits slagwerker
- Charles Harrelson (1938-2007), Amerikaans crimineel
- Heinrich Harrer (1912-2006), Oostenrijks bergbeklimmer
- Ab Harrewijn (1954-2002), Nederlands politicus
- Mali Harries (1976), Welsh actrice
- Tahesia Harrigan-Scott (1982), Atlete uit de Britse Maagdeneilanden
- William Averell Harriman (1891-1986), Amerikaans politicus, ondernemer en diplomaat
- Richard Harrington (1975), Welsh acteur
- Rod Harrington (1957), Engels darter
- Ainsley Harriott (1957), Engels televisiepresentator en chef-kok
- Chester Harriott, Jamaicaans/Engels jazzpianist
- Barbara Eve Harris (1959), Canadees actrice
- Cynthia Harris (1934-2021), Amerikaans actrice
- David Harris (1959), Amerikaans acteur
- Dick Harris (1927-2010), Nederlands artiest
- Ed Harris (1950), Amerikaans acteur
- Emmylou Harris (1947), Amerikaans zangeres
- Estelle Harris (1928-2022), Amerikaans actrice
- Hank Harris, Amerikaans acteur
- Jared Harris (1961), Brits acteur
- Jet Harris (1939-2011), Brits basgitarist
- Joe Harris (1943), Belgisch zanger
- Julie Harris (1925-2013), Amerikaans actrice
- Meg Harris (2002), Australisch zwemster
- Mel Harris (1956), Amerikaans actrice
- Mike Harris (1939-2021), Zuid-Afrikaans Formule 1-coureur
- Oscar Harris (1943), Surinaams-Nederlands zanger
- Paul Harris (1868-1947), oprichter Rotary International, Amerikaans advocaat
- R. Keith Harris, Amerikaans acteur, filmproducent, filmregisseur en scenarioschrijver
- Richard Harris (1930-2002), Iers acteur
- Rolf Harris (1930-2023), Australisch muzikant, televisie-entertainer en schilder
- Sean Harris (1966), Brits acteur
- Simon Harris (1986), Iers premier
- Steve Harris (1956), Brits bassist en bandleider
- Steve Harris (1965), Amerikaans acteur
- William Snow Harris (1791-1867), Engelse arts en elektrotechnicus
- Benjamin Harrison (1833-1901), Amerikaans president
- George Harrison (1943-2001), Brits popmusicus
- Gregory Harrison (1950), Amerikaans acteur, filmregisseur en filmproducent
- Harry Harrison (1925-2012), Amerikaans schrijver
- Joan Harrison (1935), Zuid-Afrikaans zwemster
- Kendra Harrison (1992), Amerikaans atlete
- Kenny Harrison (1965), Amerikaans atleet
- Nicholas Harrison (1970), Australisch atleet
- Rex Harrison (1908-1990), Brits acteur
- Simon Harrison (1969), Brits autocoureur
- William Henry Harrison (1773-1841), 9de president van de Verenigde Staten
- Maya Harrisson (1992), Braziliaans alpineskiester
- Ridouane Harroufi (1981), Marokkaans atleet
- Ray Harroun (1879-1968), Amerikaans autocoureur
- Deborah Harry (1945), Amerikaans rockzangeres
- Kathrine Rolsted Harsem (1989), Noors langlaufster
- Cor van der Hart (1928-2006), Nederlands voetballer en trainer
- Brian Hart (1936-2014), Brits autocoureur
- Bret Hart (1957), Amerikaans professioneel worstelaar
- Cecilia Hart (1948-2016), Amerikaans actrice
- Ed Hart (1936), pseudoniem van Eddy Goedhart (Surinaams kunstschilder)
- Eddie Hart (1948), Amerikaans atleet
- Esther Hart (1970), Nederlands zangeres
- Jimmy Hart (1944), Amerikaans worstel manager
- Johnny Hart (1931-2007), Amerikaans stripauteur
- Kees 't Hart (1944), Nederlands schrijver, dichter en literatuurcriticus
- Kevin Hart (1979), Amerikaans acteur en komiek
- Stu Hart (1915-2003), Canadees professioneel worstelaar, oprichter en trainer
- Maarten 't Hart (1944), Nederlands schrijver
- Roxanne Hart (1952), Amerikaans actrice
- Willem Hendrik 't Hart (1916-1943), Engelandvaarder
- Mickey Harte (1974), Iers zangeres
- Isaiah Hartenstein (1998), Duits-Amerikaans basketballer
- Paul Harteck (1902-1985), Oostenrijks fysisch chemicus
- Lis Hartel (1921-2009), Deens amazone
- Christoph Harting (1990), Duits atleet
- Robert Harting (1984), Duits atleet
- Maaike Hartjes (1972), Nederlands stripauteur
- Mariette Hartley (1940), Amerikaans actrice
- Marsden Hartley (1877-1943), Amerikaans schilder
- Nina Hartley (1959), Amerikaans pornoactrice
- Ralph Hartley (1888-1970), Amerikaans elektronica-onderzoeker
- Hilbrand Hartlief (1948-2006), Nederlands volleyballer en sportjournalist
- Haldan K. Hartline (1903-1983), Amerikaans fysioloog en Nobelprijswinnaar
- Evert Hartman (1937-1994), Nederlands schrijver
- Milka Hartman (1902-1997), Oostenrijks-Sloveens dichtereseve Harris
- Juris Hartmanis (1928-2022), Lets informaticus
- Florence Hartmann (1963), Frans journaliste, publiciste en VN-functionaris
- Karl Amadeus Hartmann (1905-1963), Duits componist
- Viktor Hartmann (1834-1906), Russisch kunstenaar
- William Hartnell (1908-1975), Brits acteur
- Joshua Harto (1979), Amerikaans acteur, filmproducent en scenarioschrijver
- Rob Hartoch (1948-2009), Nederlands schaker
- Dirck Hartog (1580-1621), Nederlands ontdekkingsreiziger
- Elizabeth den Hartog (1962), Nederlands kunsthistorica
- Jan de Hartog (1914-2002), Nederlands-Amerikaans schrijver
- Wil Hartog (1948), Nederlands motorcoureur
- J. den Hartogh (1953), Nederlands publicist
- Leo de Hartogh (1916-2007), Nederlands acteur
- Rudy Hartono (1949), Indonesisch badmintonner
- John Hartson (1975), Welsh voetballer
- Jan Frederik Hartsuiker (1913-2003), Nederlands jurist
- Ton Hartsuiker (1933-2015), Nederlands klassiek pianist en muziekpedagoog
- Luzia Hartsuyker-Curjel (1926-2011), Nederlands-Duits architect
- Jeff Hartwig (1967), Amerikaans atleet
- Karen Harup (1924-2009), Deens zwemster
- Brittney Lee Harvey (1990), Amerikaans actrice
- Don Harvey (1960), Amerikaans acteur
- Jack Harvey (1993), Brits autocoureur
- Jak Ali Harvey (1989), Jamaicaans-Turks atleet
- Jane Harvey (1925-2013), Amerikaans jazzzangeres
- John Harvey (1938), Brits auteur
- PJ Harvey (1969), Brits zangeres en gitariste
- Thomas Stoltz Harvey (1918-2007), Amerikaans patholoog
- William Harvey (1578-1657), Engels anatoom
- Armin Hary (1937), Duits atleet
- Rio Haryanto (1993), Indonesisch autocoureur
- Wim Harzing (1898-1978), Nederlands beeldhouwer
- Leonie van Harssel (1919-1998), Nederlands verzetsstrijdster

## Has

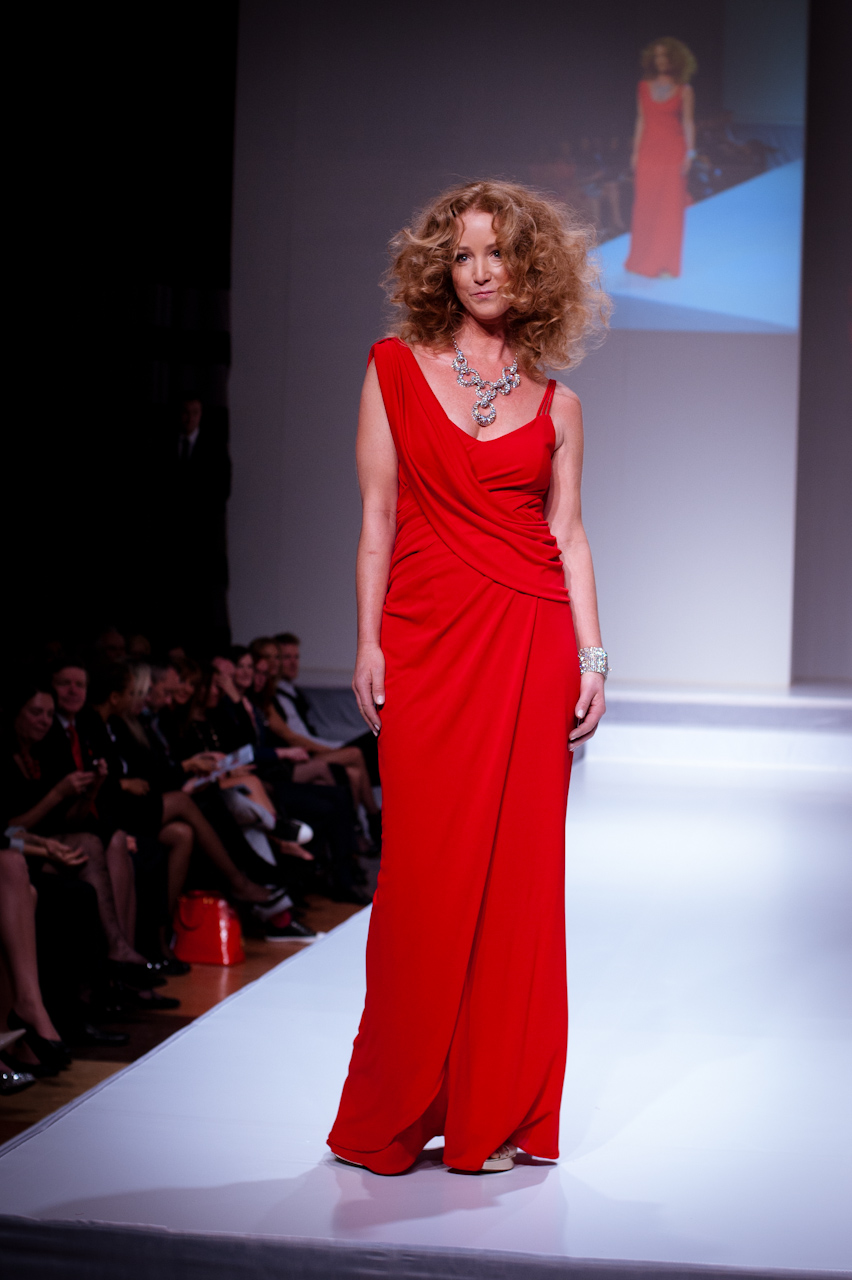
Susan Haskell, 2012

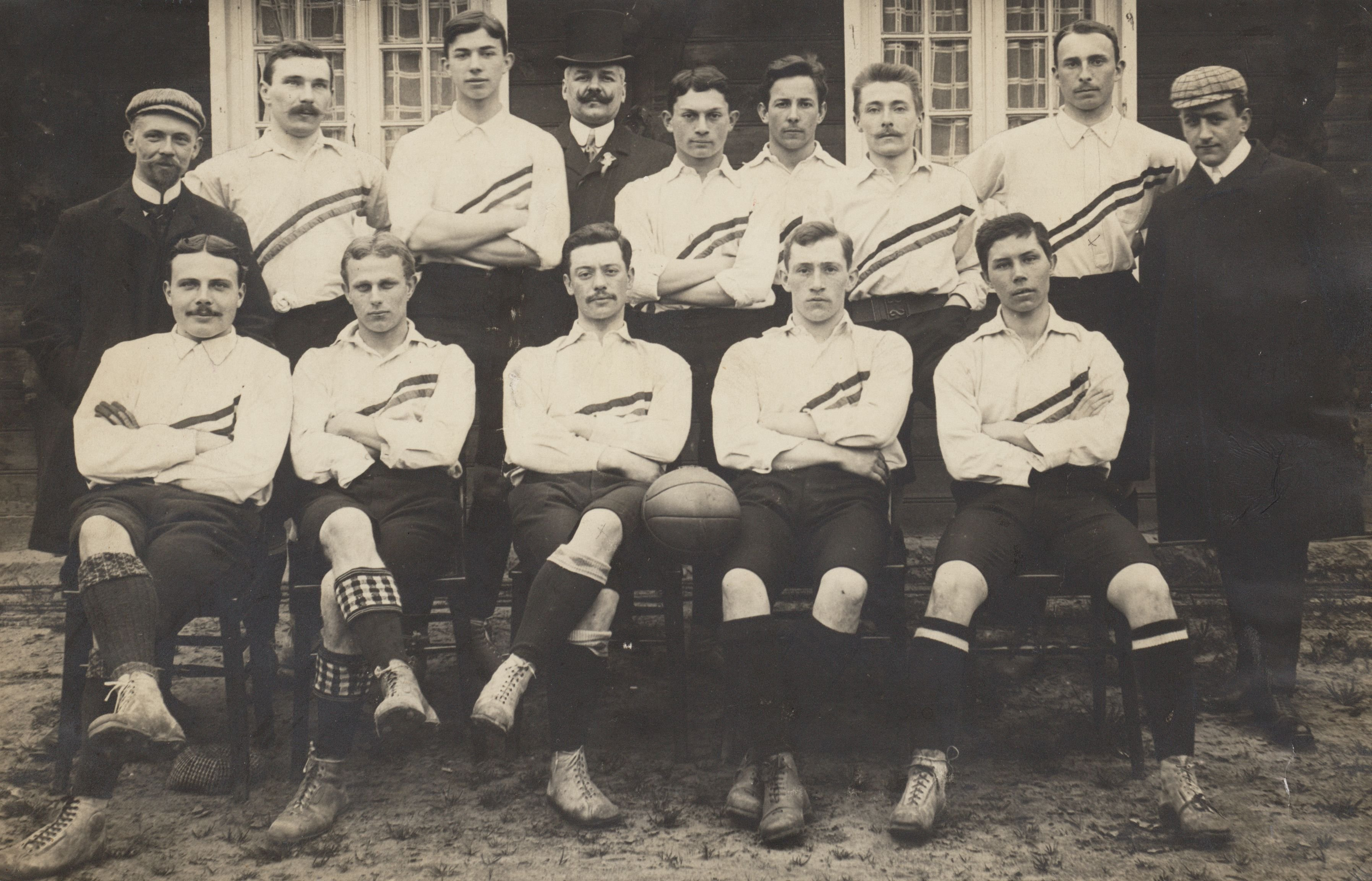
Cees van Hasselt (achterste rij, uiterst links)

- Arif Hasan (1943), Pakistaans architect, sociaalfilosoof en dichter
- Hiroshi Hasegawa (1934-2023), Japans motorcoureur
- Jaroslav Hašek (1883-1923), Tsjechisch schrijver
- Abdullah Haselhoef (1968), Nederlands imam en schrijver
- Ryutaro Hashimoto (1937-2006), Japans premier
- Yasuko Hashimoto (1975), Japans atlete
- Susan Haskell (1968), Canadees actrice
- Leon Haslam (1983), Brits motorcoureur
- Lizzy Haslinghuis, 'Lisa MacKeag'  (1961), Nederlands zangeres
- Bjørn Hasløv (1941), Deens roeier
- Dirk Haspels (1837-1903), Nederlands toneelspeler
- George Frans Haspels (1864-1916), Nederlands predikant en schrijver
- Amira Hass (1956), Israëlisch journalist en schrijfster
- Demis Hassabis (1976), Brits neurowetenschapper en Nobelprijslaureaat
- Margaret Hassan (1945-2004), Brits-Iraaks hulpverleenster en terrorismeslachtoffer
- Sifan Hassan (1993), Ethiopisch atlete
- Asli Hassan Abade, Somalisch piloot
- Noor Hassanali (1918-2006), Trinidadiaans-Tobagaans president
- Maurits Hassankhan (1947), Surinaams politicus en historicus
- Odd Hassel (1897-1981), Noors fysisch-chemicus en Nobelprijswinnaar
- Ernst-Paul Hasselbach (1966-2008), Nederlands journalist en televisiepresentator
- Harald Hasselbach (1967-2023), Nederlands American-footballspeler
- Jimmy Floyd Hasselbaink (1972), Nederlands voetballer
- Victor Hasselblad (1906-1978), Zweeds uitvinder van de Hasselblad-fotocamera
- Jostein Hasselgård (1979), Noors zanger
- David Michael Hasselhoff (1952), Amerikaans acteur
- Benjamin Richard Ponningh Hasselman (1828-1897), Nederlands burgemeester
- Klaus Hasselmann (1931), Duits oceanograaf, klimaatmodelleur en Nobellaureaat
- Louis Hasselmans (1878-1957), Frans cellist en dirigent
- Cees van Hasselt (1872-1951), Nederlands voetballer, eerste bondscoach van het Nederlands elftal
- Hans Leo Hassler (1562-1612), Duits componist
- Fatima Hassouna (1999), Palestijns fotojournalist
- Maryam Hassouni (1985), Marokkaans-Nederlands actrice
- Bob Hastings (1925-2014), Amerikaans acteur
- Don Hastings (1934), Amerikaans acteur
- Marcel Hastir (1906-2011), Belgisch kunstschilder en theosoof
- Heikki Hasu (1926-2025), Fins wintersporter

## Hat
- Orrin Hatch (1934-2022), Amerikaans advocaat, politicus en tekstschrijver
- Teri Hatcher (1964), Amerikaans actrice
- Mark Hateley (1961), Engels voetballer
- Noah Hathaway (1971), Amerikaans acteur
- Yukio Hatoyama (1947), Japans minister-president
- Nahed Hattar (1960-2016), Jordaans schrijver
- Alexander van Hattem (1983), Nederlands politicus
- Ola Vigen Hattestad (1982), Noors langlaufer
- Trine Hattestad (1966), Noors atlete
- Jac. van Hattum (1900-1981), Nederlands schrijver

## Hau

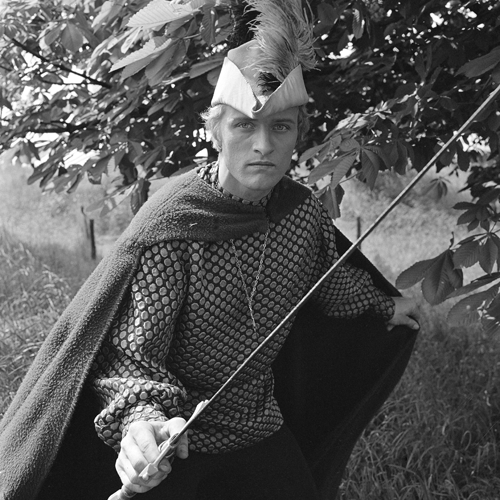
Rutger Hauer als Floris (1969)

- Lene Hau (1959), Deens natuurkundige
- Norbert Hauata (1979), Tahitiaans voetbalscheidsrechter
- Arend Hauer (1909-1985), Nederlands acteur
- Rutger Hauer (1944-2019), Nederlands acteur
- Timon Haugan (1996), Noors alpineskiër
- Leif Kristian Haugen (1987), Noors alpineskiër
- Dennis Hauger (2003), Noors autocoureur
- Charles Haughey (1925-2006), Iers premier
- Siobhán Haughey (1997), Hongkongs zwemster
- Hanne Haugland (1967), Noors atlete
- Birgitta Haukdal (1979), IJslands zangeres
- Haukur Heiðar Hauksson (1991), IJslands voetballer
- Adolphe Hauman (??), Belgisch atleet
- Hubert Haupt (1969), Duits autocoureur
- Bruno Hauptmann (1895-1936), Amerikaans misdadiger
- Gerhart Hauptmann (1862-1946), Duits schrijver en Nobelprijswinnaar
- Herbert A. Hauptman (1917-2011), Amerikaans wiskundige en Nobelprijswinnaar
- Rudolf Hauschka (1891-1961), Oostenrijks ondernemer
- Dave Hause (1978), Amerikaans muzikant
- Lothar Hause (1955), Oost-Duits voetballer
- Harald zur Hausen (1936-2023), Duits arts, viroloog en Nobelprijswinnaar
- Lisa Hauser (1993), Oostenrijks biatlete
- Wings Hauser (1947), Amerikaans acteur, uitvoerend producent en muziekproducent
- Georger Hausemer (1957-2018), Luxemburgs auteur, vertaler en beeldend kunstenaar
- René Hausman (1936-2016), Belgisch striptekenaar
- Tina Hausmann (2006), Zwitsers autocoureur
- René Hauss (1927-2010), Frans voetballer en voetbaltrainer
- Paul Hausser (1880-1972), Duits militair
- Heinrich Haussler (1984), Duits wielrenner
- Georges-Eugène Haussmann (1809-1891), Frans architect
- Jean Haust (1868-1946), Belgisch taalkundige en dialectoloog
- Emile Hautekeet (??), Belgisch atleet
- Jacqueline Hautenauve (1962), Belgisch atlete
- Pierre van Hauwe (1920-2009), Nederlands musicus, componist, muziekpedagoog
- Hannah Hauxwell (1926-2018), Brits boerin en schrijfster
- René Just Haüy (1743-1822), Frans mineraloog
- Valentin Haüy (1745-1822), Frans weldoener, oprichter van de eerste blindenschool te Parijs

## Hav

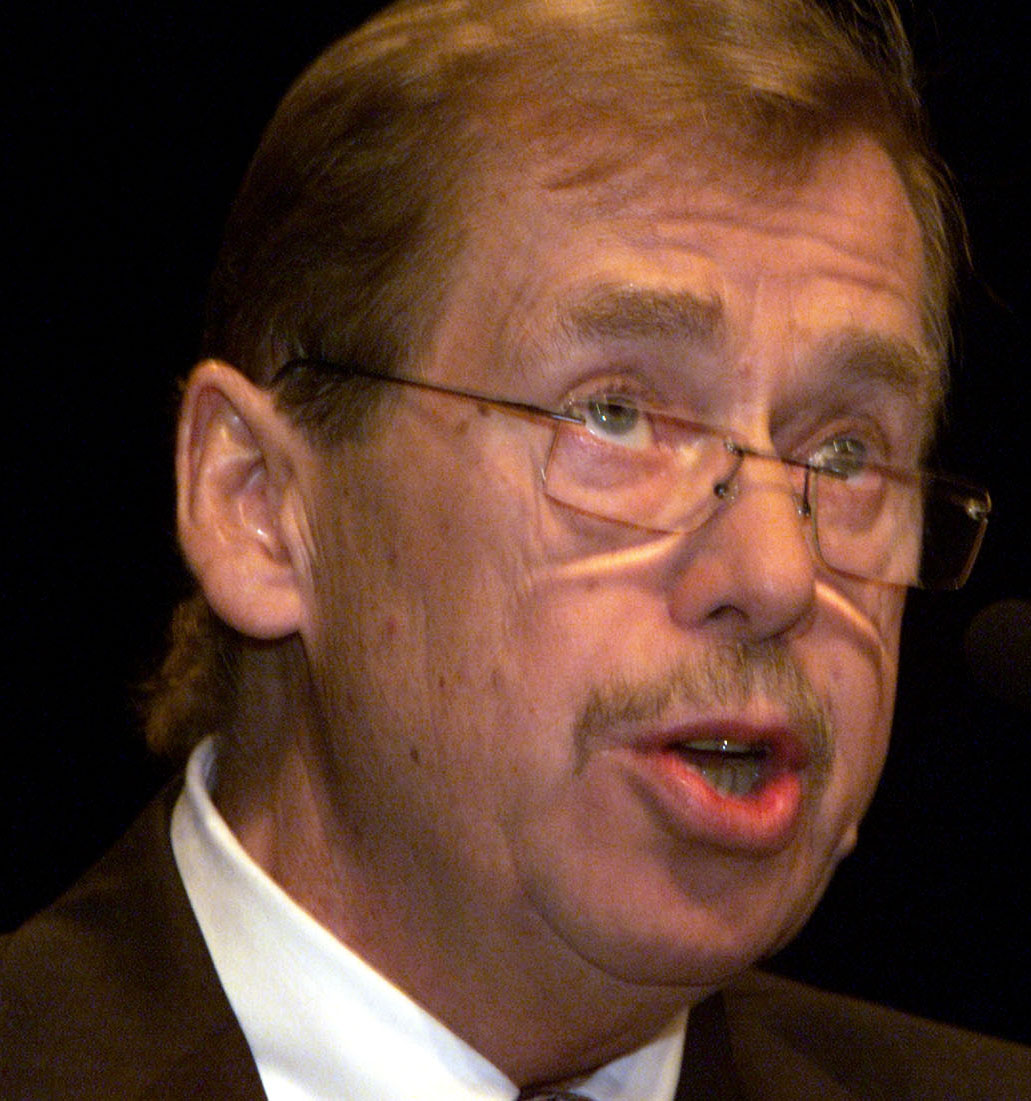
Václav Havel

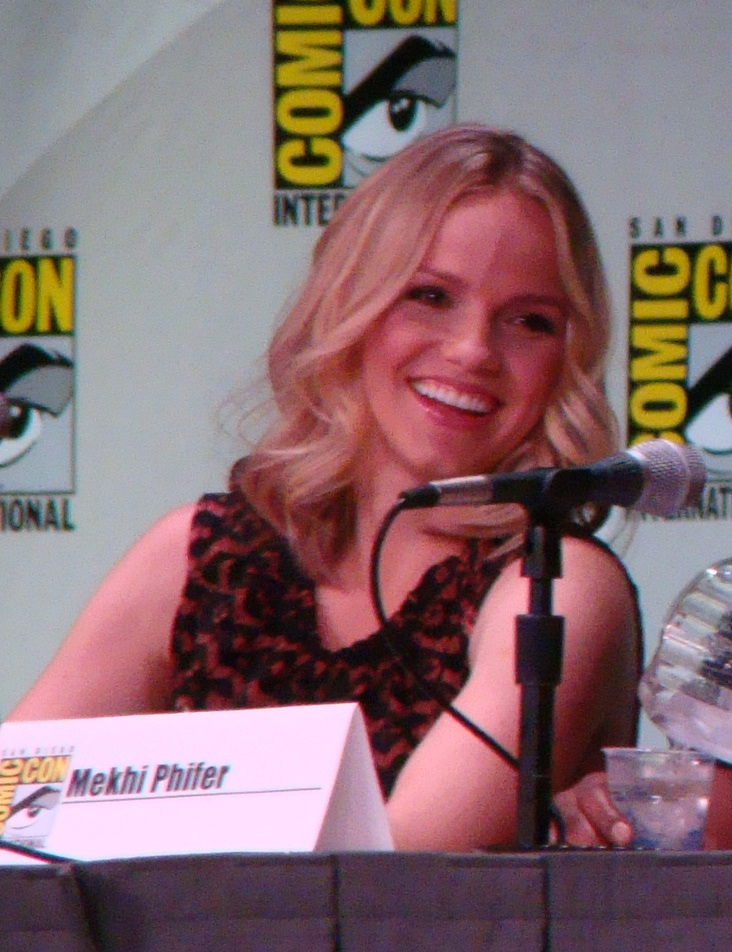
Alexa Havins, 2011

- Havank (1904-1964), Nederlands schrijver (pseudoniem van Hans van der Kallen)
- Jaap Havekotte (1912-2014), Nederlands schaatser en schaatsfabrikant
- Václav Havel (1936-2011), Tsjechisch politicus en schrijver
- David Hendrik Havelaar (1852-1918), Nederlands ingenieur en politicus
- Wynand Havenga (1965), Zuid-Afrikaans darter
- Catharina Haverkamp (1959), Nederlands actrice en encouraging-trainer
- Margaretha Haverman (1693-onbekend), Nederlands kunstschilderes
- Ad Havermans (1934-2022), Nederland ambtenaar en bestuurder
- Nigel Havers (1951), Brits acteur
- François Haverschmidt (1906-1987), Nederlands jurist en ornitholoog
- Gerda Havertong (1946) , Nederlands verhalenvertelster
- Alexa Havins (1980), Amerikaans actrice
- Nicole Havrda (2006), Canadees autocoureur

## Haw
- Keeley Hawes (1977), Brits actrice
- Ethan Hawke (1970), Amerikaans filmacteur, regisseur en schrijver
- Harry George Hawker (1889-1921), Australisch vliegtuigontwerper en testpiloot
- Esmee Hawkey (1998), Brits autocoureur
- Stephen Hawking (1942-2018), Brits natuurkundige
- Barry Hawkins (1979), Engels snookerspeler
- Coleman Hawkins (1904-1969), Amerikaans jazzsaxofonist
- Edwin Hawkins (1943-2018), Amerikaans r&b- en gospelkoorleider en producent
- Jessica Hawkins (1995), Brits autocoureur
- LaRoyce Hawkins (1988), Amerikaans acteur en stand-upkomiek
- Ronnie Hawkins (1935-2022), Amerikaans rock and roll-artiest.
- Sophie B. Hawkins (1967), Amerikaans zangeres
- Stephen Hawkins (1971), Australisch roeier
- Taylor Hawkins (1972-2022), Amerikaans muzikant
- Walter Hawkins (1949-2010), Amerikaans gospelzanger
- Howard Hawks (1896-1977), Amerikaans filmregisseur
- Alan Hawkshaw (1937-2021), Brits componist en musicus
- Jack Hawksworth (1991), Brits autocoureur
- Goldie Hawn (1945), Amerikaans actrice en komediante
- Walter Haworth (1883-1950), Brits scheikundige en Nobelprijswinnaar

## Hax
- Ervin Haxhi (1988), Albanees wielrenner

## Hay

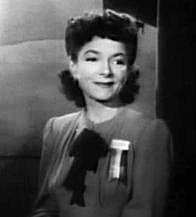
Helen Hayes

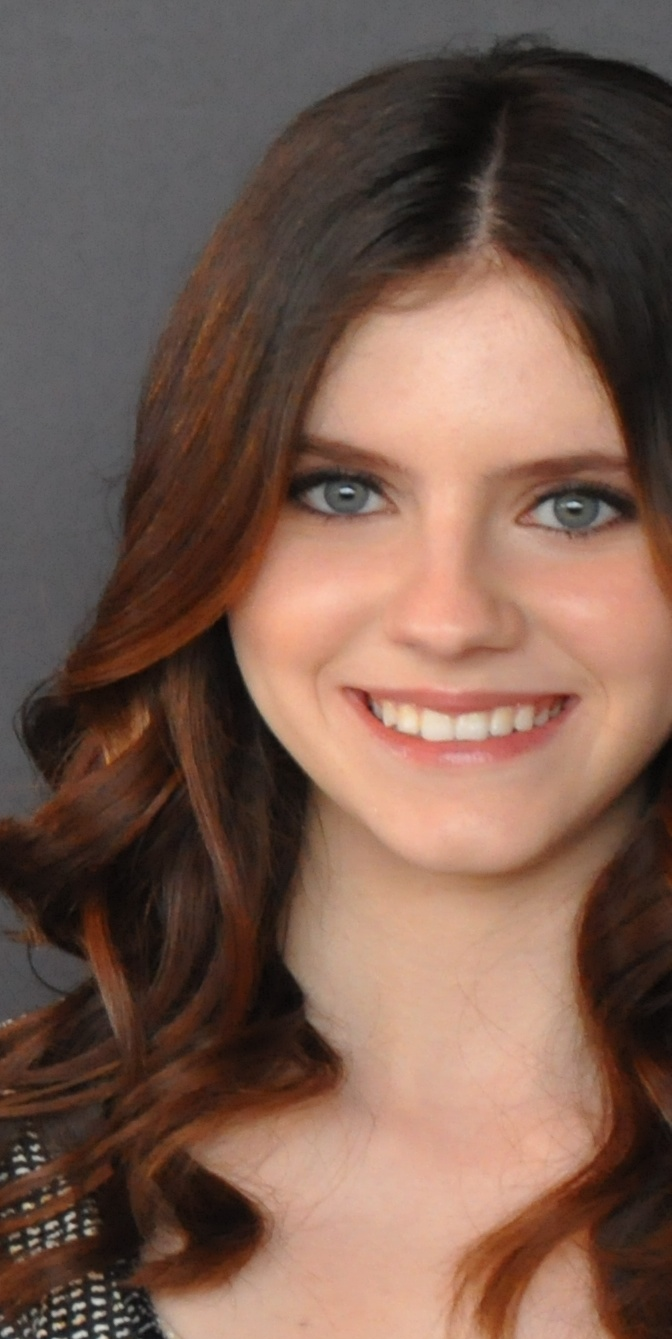
Kara Hayward, 2012

- Alex Hay (1933-2011), Schots golfprofessional en -referee
- Arthur Hay (1824-1878), Schots militair en ornitholoog
- Barry Hay (1948), Nederlands popzanger en muzikant
- Cody Hay (1983), Canadees kunstschaatser
- Donna Hay, Australisch voedselstylist en schrijfster
- Garry Hay (1977), Schots voetballer
- George Hay (1895-1968), Amerikaans journalist en radio-omroeper, oprichter van de Grand Ole Opry
- Louise Hay (1926-2017), Amerikaans schrijfster
- Will Hay (1888-1949), Brits komiek, acteur en astronoom
- Yoshiro Hayashi (1922-2012), Japans golfer
- Yukio Hayashida (1915-2007), Japans politicus
- Michael Hayböck (1991), Oostenrijks schansspringer
- Brent Hayden (1983), Canadees zwemmer
- Nicky Hayden (1981-2017), Amerikaans motorcoureur
- Roger Lee Hayden (1983), Amerikaans motorcoureur
- Mo Hayder (1962-2021), Brits schrijfster
- Joseph Haydn (1732-1809), Oostenrijks componist
- Michael Haydn (1737-1806), Oostenrijks componist
- James Haydon (1973), Brits motorcoureur
- Ann Haydon-Jones (1938), Brits tennisster
- Régis de la Haye (1945), Nederlands theoloog en kerkhistoricus
- Nicolas Hayek (1928-2010), Zwitsers ondernemer
- Bill Hayes (1925-2024), Amerikaans acteur en zanger
- Bob Hayes (1942-2002), Amerikaans atleet en Americanfootballspeler
- Helen Hayes (1900-1993), Amerikaans actrice
- Isaac Hayes (1942-2008), Amerikaans soulmusicus
- Joanna Hayes (1976), Amerikaans atlete
- Josh Hayes (1975), Amerikaans motorcoureur
- Leah Hayes (2005), Amerikaans zwemster
- Rutherford Hayes (1822-1893), Amerikaans president (1877-1881)
- Vic Hayes (1941), Nederlands ingenieur
- Sean Hayes (1970), Amerikaans acteur
- Jean Hayet (1939-2006), Waals-Belgisch komiek, acteur, regisseur en leraar
- Hayko (1973-2021), Armeens zanger
- Roy Haynes (1925-2024), Amerikaans jazzdrummer
- David Hayward, Amerikaans acteur
- Kara Hayward (1998), Amerikaans actrice
- Kate Haywood (1987), Brits zwemster
- Pippa Haywood (1961), Brits actrice
- Jabir ibn Hayyan (ca.721-815), Arabisch alchemist

## Haz

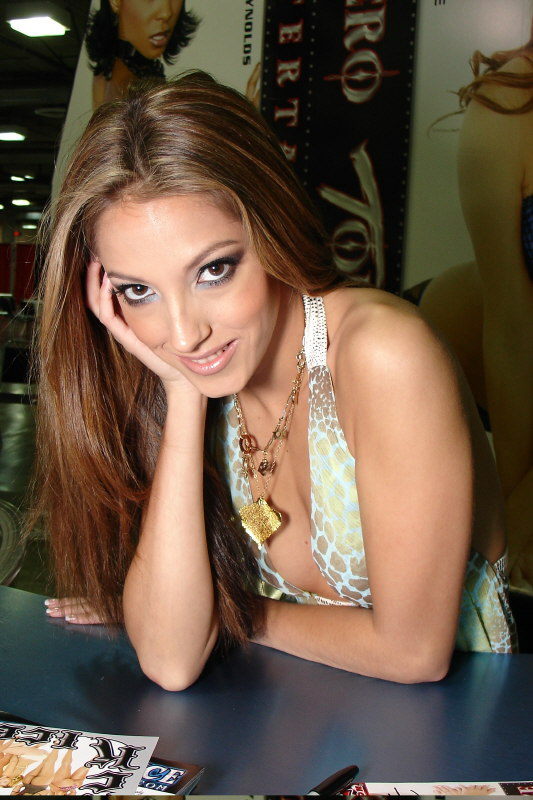
Jenna Haze

- Hamzah Haz (1940-2024), Indonesisch politicus
- Ofra Haza (1957-2000), Israëlisch zangeres
- Eden Hazard (1991), Belgisch voetballer
- Paul Hazard (1878-1944), Frans literatuurhistoricus en filosoof
- Thorgan Hazard (1993), Belgisch voetballer
- Jenna Haze (1982), Amerikaans pornoactrice
- Theo Haze (1903-1972), Nederlands spion en verzetsstrijder
- Sam Hazeldine (1972), Brits acteur
- Veronica Hazelhoff (1947-2009), Nederlands kinderboekenschrijfster
- Erik Hazelhoff Roelfzema (1917-2007), Nederlands verzetsstrijder, oorlogspiloot, radiomedewerker en schrijver
- Jan Hazelhorst (1777-1845), Nederlands notaris, ambtenaar en politicus
- André Hazes (1951-2004), Nederlands zanger
- André Hazes jr. (1994), Nederlands zanger
- Rachel Hazes (1970), Nederlands echtgenote van André Hazes
- Roxeanne Hazes (1993), Nederlands zangeres
- Wim Hazeu (1940-2024), Nederlands schrijver, biograaf en dichter
- Derkje Hazewinkel-Suringa (1889-1970), Nederlands rechtsgeleerde
- Lee Hazlewood (1929-2007), Amerikaans zanger, songwriter en producer
- Rebecca Hazlewood, Brits actrice